# Chauvigny
Pour les articles homonymes, voir Chauvigny (homonymie).
Chauvigny est une commune du Centre-Ouest de la France, située dans le département de la Vienne en région Nouvelle-Aquitaine. Ses habitants sont appelés les Chauvinois(es).
Quatrième agglomération du département derrière Poitiers, Châtellerault et Loudun, Chauvigny doit l'essentiel de sa renommée à son important patrimoine médiéval. Juchés sur un promontoire rocheux commandant les vallées de la Vienne et du Talbat, pas moins de cinq châteaux forment un ensemble fortifié de premier plan, peu commun en Europe.
Au cœur du centre historique, la collégiale Saint-Pierre (XIIe siècle), principale église de la ville, présente des sculptures caractéristiques de l'école poitevine, ainsi qu'un intérieur peint. Un peu à l'écart, l'église de Saint-Pierre-les-Églises (ancienne commune désormais rattachée à Chauvigny) conserve des fresques antérieures à l'an mil.
Centre économique situé au cœur du département, à peu de distance de Poitiers, Chauvigny concentre essentiellement des activités secondaires et tertiaires (commerce, BTP, tourisme ; fabrication traditionnelle de porcelaine et extraction de pierre de taille).
La ville est le chef-lieu du canton de Chauvigny.

## Géographie

### Localisation
Située à l'est de Poitiers, la ville de Chauvigny est née au carrefour de deux axes de communication :
- une route qui depuis des millénaires, par Poitiers, relie l'océan aux régions du Centre vers Lyon et le Sud-Est ;
- une voie nord-sud qui, suivant la Vienne, relie la France du Nord à celle du Midi.

Chauvigny est située dans le pays chauvinois, une région naturelle de France à laquelle la ville de Chauvigny a donné son nom.
| Bonnes  | Archigny                     | Sainte-Radégonde Lauthiers |
| Jardres | Chauvigny                    | Paizay-le-Sec Fleix        |
| Pouillé | Valdivienne Chapelle-Viviers | Leignes-sur-Fontaine       |

### Géologie et relief
La vallée du Talbat forme avec la vallée de la Vienne un éperon rocheux long de 350 mètres. Le paysage est caractérisé par des plaines vallonnées et boisées et par des vallées.
En 2006, 71 % de la superficie de la commune correspondait à des terres agricoles, 23 % à des forêts ou des milieux semi-naturels, 1 % aux rivières et lacs et 4 % à des zones artificialisées. La présence de milieux naturels et semi-naturels riches et diversifiés sur le territoire communal permet d’offrir des conditions favorables à l’accueil de nombreuses espèces pour l'accomplissement de leur cycle vital (reproduction, alimentation, déplacement, refuge). Forêts, landes, prairies et pelouses, cours d’eau et zones humides constituent ainsi des cœurs de biodiversité et/ou de véritables corridors biologiques
Le sol est composé pour 46 % de calcaires dans les plaines et les vallées et de Terres Fortes (Ce sont des sols composés d’argilo-calcaires moyennement profonds alternant avec des sols limoneux, riches en cailloux et blocs de meulières. Ces terres sont à tendance acide et hydromorphe. Ces sols sont communs dans toute cette région du sud du département de la Vienne) pour 26 % et de Bornais (ce sont des sols brun clair sur limons, profonds et humides, à tendance siliceuse) pour 25 %, sur les plateaux du seuil du Poitou.

### Hydrographie
La commune est traversée par 20 km de cours d'eau avec comme rivière principale, la Vienne, pour une longueur de 6 km, qui reçoit sur sa rive droite, siège de la ville historique, le Servon et le Talbat.

### Climat
Le climat qui caractérise la commune est qualifié, en 2010, de « climat océanique altéré », selon la typologie des climats de la France qui compte alors huit grands types de climats en métropole. En 2020, la commune ressort du même type de climat dans la classification établie par Météo-France, qui ne compte désormais, en première approche, que cinq grands types de climats en métropole. Il s’agit d’une zone de transition entre le climat océanique, le climat de montagne et le climat semi-continental. Les écarts de température entre hiver et été augmentent avec l'éloignement de la mer. La pluviométrie est plus faible qu'en bord de mer, sauf aux abords des reliefs.
Les paramètres climatiques qui ont permis d’établir la typologie de 2010 comportent six variables pour les températures et huit pour les précipitations, dont les valeurs correspondent à la normale 1971-2000. Les sept principales variables caractérisant la commune sont présentées dans l'encadré ci-après.
| Paramètres climatiques communaux sur la période 1971-2000 - Moyenne annuelle de température : 12,2 °C - Nombre de jours avec une température inférieure à −5 °C : 2,4 j - Nombre de jours avec une température supérieure à 30 °C : 7,3 j - Amplitude thermique annuelle : 14,7 °C - Cumuls annuels de précipitation : 733 mm - Nombre de jours de précipitation en janvier : 10,9 j - Nombre de jours de précipitation en juillet : 6,6 j |

Avec le changement climatique, ces variables ont évolué. Une étude réalisée en 2014 par la Direction générale de l'Énergie et du Climat complétée par des études régionales prévoit en effet que la  température moyenne devrait croître et la pluviométrie moyenne baisser, avec toutefois de fortes variations régionales. La station météorologique de Météo-France installée sur la commune et en service de 1949 à 2013 permet de connaître l'évolution des indicateurs météorologiques. Le tableau détaillé pour la période 1981-2010 est présenté ci-après.
| Mois                                  | jan.           | fév.           | mars           | avril       | mai           | juin          | jui.          | août          | sep.          | oct.        | nov.           | déc.           | année      |
| ------------------------------------- | -------------- | -------------- | -------------- | ----------- | ------------- | ------------- | ------------- | ------------- | ------------- | ----------- | -------------- | -------------- | ---------- |
| Température minimale moyenne (°C)     | 1,2            | 1              | 2,6            | 4,6         | 8,4           | 11,4          | 13,1          | 12,9          | 10,1          | 7,9         | 3,7            | 1,7            | 6,6        |
| Température moyenne (°C)              | 4,6            | 5,4            | 8              | 10,5        | 14,3          | 17,7          | 19,9          | 19,7          | 16,4          | 12,8        | 7,6            | 5              | 11,9       |
| Température maximale moyenne (°C)     | 7,9            | 9,7            | 13,5           | 16,3        | 20,3          | 24            | 26,6          | 26,5          | 22,8          | 17,7        | 11,6           | 8,2            | 17,1       |
| Record de froid (°C) date du record   | −18,5 16.01.85 | −14,6 05.02.63 | −13,5 01.03.05 | −5 07.04.08 | −1,2 03.05.79 | 2 03.06.53    | 5 11.07.04    | 2 31.08.86    | 0 19.09.77    | −4 30.10.97 | −10,2 22.11.93 | −13,1 25.12.63 | −18,5 1985 |
| Record de chaleur (°C) date du record | 17 05.01.99    | 22,5 20.02.98  | 26,7 25.03.55  | 30 30.04.05 | 32,5 29.05.01 | 38,5 27.06.11 | 39,4 12.07.49 | 40,5 06.08.03 | 35,3 01.09.61 | 30 03.10.11 | 23,2 06.11.55  | 19,3 04.12.53  | 40,5 2003  |
| Précipitations (mm)                   | 68,5           | 55,2           | 56,1           | 66,6        | 77,6          | 55,8          | 54,5          | 49,7          | 57,9          | 82,6        | 79,8           | 78,5           | 782,8      |

### Transports et voies de communication

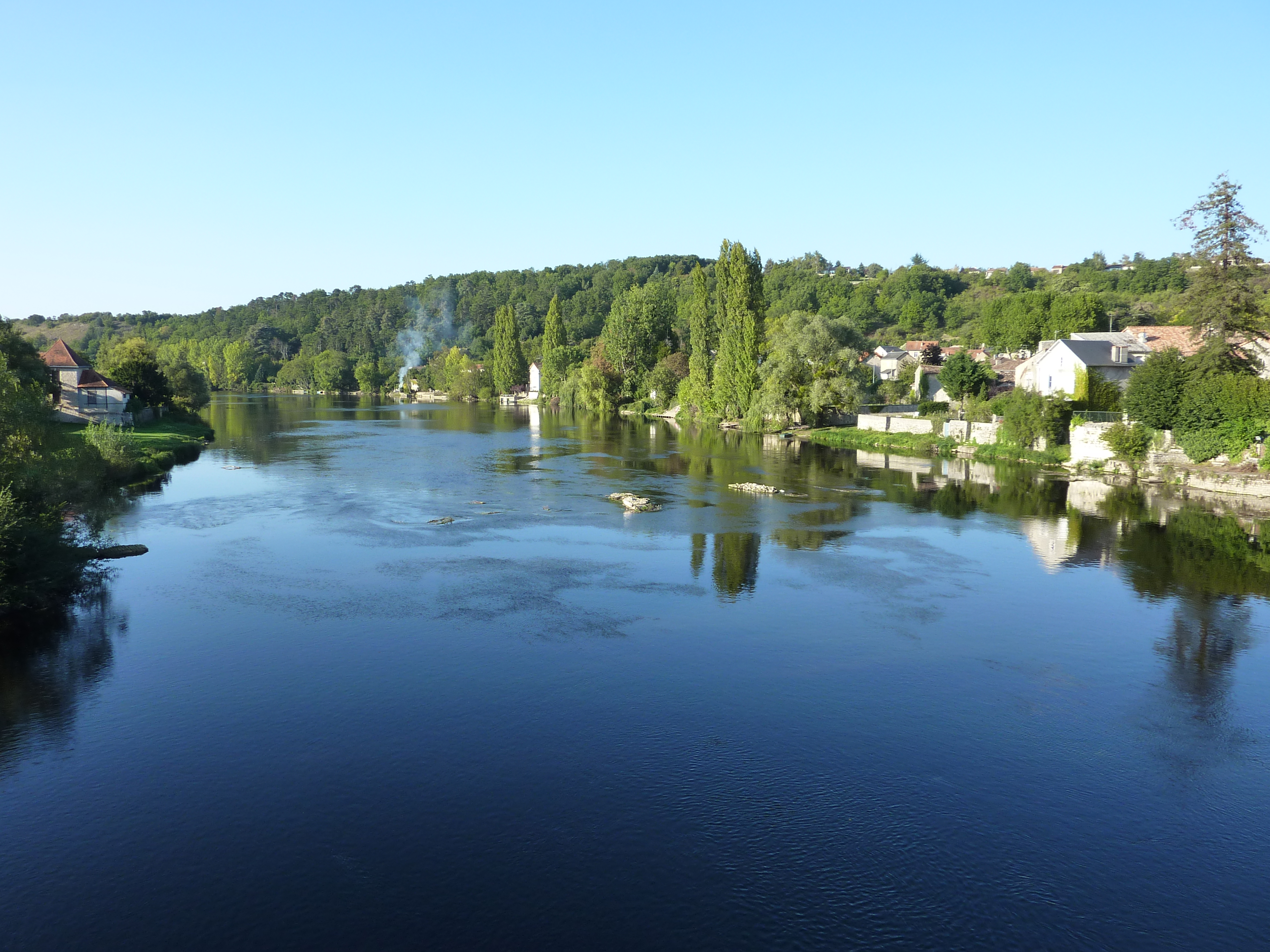
La Vienne à Chauvigny.

#### Réseau routier
La ville est traversée par les anciennes RN 151 (qui relie actuellement Déols à Auxerre), déclassée en route départementale 951, qui relie Poitiers à Châteauroux et RN 749 déclassée en route départementale 749 qui va de Château-la-Vallière à Lussac-les-Châteaux en passant par Chinon et Châtellerault.

#### Desserte ferroviaire
La voie ferrée qui transportait les pierres extraites dans les carrières de la commune a cessé de fonctionner dans les années 1970. Pour les voyageurs, les réseaux TER Nouvelle-Aquitaine et TER Centre-Val de Loire possèdent toujours une ligne par autocar entre Poitiers et Châteauroux en passant par Chauvigny et Le Blanc.
|  |

Le réseau local possédait aussi une ligne Châtellerault-Chauvigny via Bonneuil-Matours construite en 1914 et une ligne Chauvigny-Bouresse via Morthemer construite en 1922. Cette dernière est une des toutes dernières lignes construites durant l'entre-deux-guerres dans la région.

## Urbanisme

### Typologie
Au 1er janvier 2024, Chauvigny est catégorisée bourg rural, selon la nouvelle grille communale de densité à sept niveaux définie par l'Insee en 2022.
Elle appartient à l'unité urbaine de Chauvigny, une unité urbaine monocommunale constituant une ville isolée,. Par ailleurs la commune fait partie de l'aire d'attraction de Poitiers, dont elle est une commune de la couronne,. Cette aire, qui regroupe 97 communes, est catégorisée dans les aires de 200 000 à moins de 700 000 habitants,.

### Occupation des sols
L'occupation des sols de la commune, telle qu'elle ressort de la base de données européenne d’occupation biophysique des sols Corine Land Cover (CLC), est marquée par l'importance des territoires agricoles (70,8 % en 2018), en diminution par rapport à 1990 (71,9 %). La répartition détaillée en 2018 est la suivante : 
terres arables (53,7 %), forêts (21,9 %), zones agricoles hétérogènes (17,2 %), zones urbanisées (4,1 %), milieux à végétation arbustive et/ou herbacée (0,9 %), eaux continentales (0,9 %), zones industrielles ou commerciales et réseaux de communication (0,8 %), espaces verts artificialisés, non agricoles (0,6 %). L'évolution de l’occupation des sols de la commune et de ses infrastructures peut être observée sur les différentes représentations cartographiques du territoire : la carte de Cassini (XVIIIe siècle), la carte d'état-major (1820-1866) et les cartes ou photos aériennes de l'IGN pour la période actuelle (1950 à aujourd'hui).

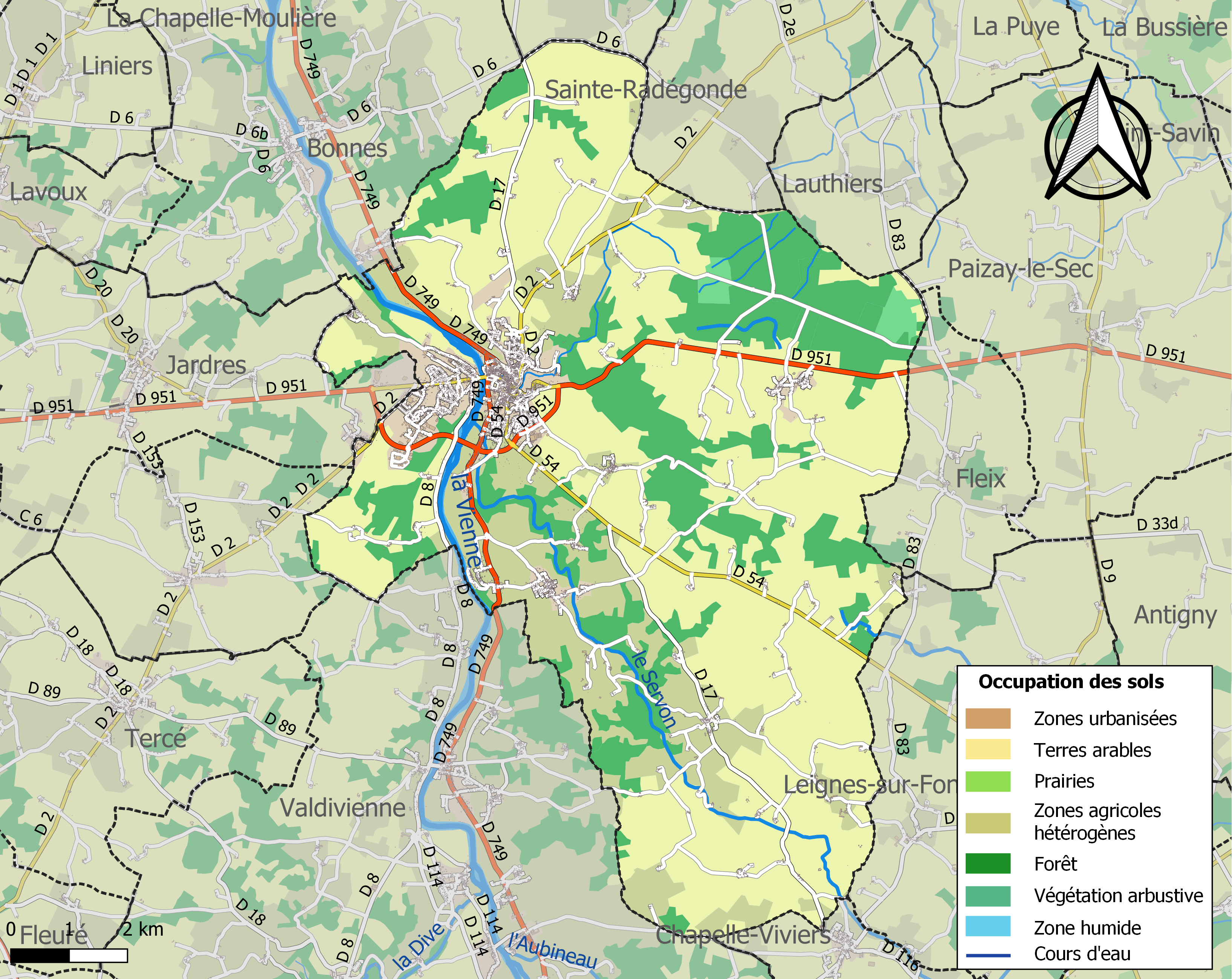
Carte des infrastructures et de l'occupation des sols de la commune en 2018 (CLC).

### Risques majeurs
Le territoire de la commune de Chauvigny est vulnérable à différents aléas naturels : météorologiques (tempête, orage, neige, grand froid, canicule ou sécheresse), inondations, mouvements de terrains et séisme (sismicité faible). Il est également exposé à trois risques technologiques : le transport de matières dangereuses, la rupture d'un barrage et le risque nucléaire. Un site publié par le BRGM permet d'évaluer simplement et rapidement les risques d'un bien localisé soit par son adresse soit par le numéro de sa parcelle.

#### Risques naturels
Certaines parties du territoire communal sont susceptibles d’être affectées par le risque d’inondation par débordement de cours d'eau, notamment la Vienne, le Servon, le Salvert. La commune a été reconnue en état de catastrophe naturelle au titre des dommages causés par les inondations et coulées de boue survenues en 1982, 1983, 1985, 1993, 1995, 1999 et 2010,. Le risque inondation est pris en compte dans l'aménagement du territoire de la commune par le biais du plan de prévention des risques inondation (PPRI) de la « vallée de la Vienne "médiane" - Section Chauvigny/Cenon-sur-Vienne », approuvé le 8 février 2007 et par le PPRI «Vienne Grand Poitiers Communauté Urbaine (GPCU) », prescrit le 28 janvier 2021.

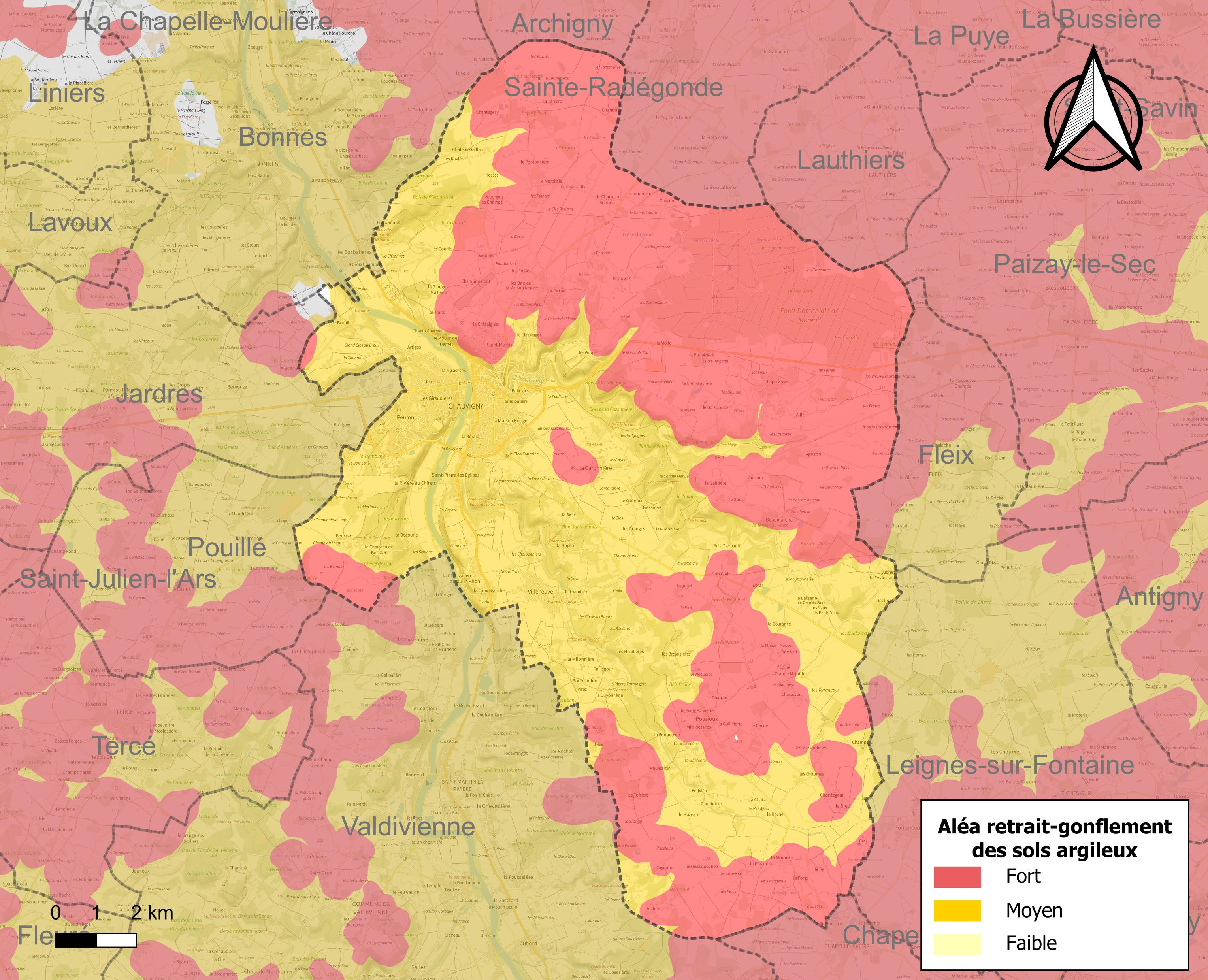
Carte des zones d'aléa retrait-gonflement des sols argileux de Chauvigny.

Les mouvements de terrains susceptibles de se produire sur la commune sont des affaissements et effondrements liés aux cavités souterraines (hors mines) et des tassements différentiels. Afin de mieux appréhender le risque d’affaissement de terrain, un inventaire national permet de localiser les éventuelles cavités souterraines sur la commune. Le retrait-gonflement des sols argileux est susceptible d'engendrer des dommages importants aux bâtiments en cas d’alternance de périodes de sécheresse et de pluie. La totalité de la commune est en aléa moyen ou fort (79,5 % au niveau départemental et 48,5 % au niveau national). Depuis le 1er octobre 2020, en application de la loi ÉLAN, différentes contraintes s'imposent aux vendeurs, maîtres d'ouvrages ou constructeurs de biens situés dans une zone classée en aléa moyen ou fort,.
La commune a été reconnue en état de catastrophe naturelle au titre des dommages causés par la sécheresse en 1989, 1991, 1992, 1993, 2005, 2011, 2017 et 2018 et par des mouvements de terrain en 1999 et 2010.

#### Risques technologiques
La commune est en outre située en aval des barrages de Lavaud-Gelade et de Vassivière dans la Creuse, des ouvrages de classe A. À ce titre elle est susceptible d’être touchée par l’onde de submersion consécutive à la rupture d'un de ces ouvrages.
La commune étant située dans le périmètre du plan particulier d'intervention (PPI) de 20 km autour de la centrale nucléaire de Civaux, elle est exposée au risque nucléaire. En cas d'accident nucléaire, une alerte est donnée par différents médias (sirène, sms, radio, véhicules). Dès l'alerte, les personnes habitant dans le périmètre de 2 km se mettent à l'abri. Les personnes habitant dans le périmètre de 20 km peuvent être amenées, sur ordre du préfet, à évacuer et ingérer des comprimés d’iode stable,,.

## Toponymie
Attestée sous la forme latinisée De Calviniaco 1004 - 1018
Nom de type gallo-roman *Calviniacum composé du nom de personne Calvinius, variante de Calvinus, suivi du suffixe -acum comparable aux Cauvigny, Chauvigné, Cauvignac, Chalvignac, etc.

## Histoire

### Préhistoire
Au sud de Chauvigny, la grotte de Jioux ayant servi d'abri pendant le Mésolithique (12 000 environ à 6 000 ans avant notre ère) est un témoignage de l'occupation très ancienne des environs de Chauvigny.
Pendant le Néolithique (de 5 000 à 2 000 ans avant notre ère), des humains ont vécu à l'emplacement de l'actuel donjon de Gouzon sur le plateau. Les restes d'un fossé, des trous de poteaux appartenant à de grands bâtiments ont été découverts par les archéologues. Des outils (grattoirs, burins...) et des restes de poteries y ont été aussi trouvés.
Les périodes protohistoriques (1 000 à 50 avant notre ère) ont livré assez peu de vestiges sur la commune de Chauvigny. Cependant, la réalisation de la déviation contournant la ville par le sud a donné l'occasion aux archéologues de fouiller deux sites. Situés sur le plateau dominant la Vienne sur le versant ouest, le Peuron et les Essarts de Peuron ont livré les vestiges (trous de poteaux et de piquets, longs fossés) d'une occupation rurale datant de la Tène (de 500 à 20 avant notre ère).

### Antiquité
À l'époque romaine, une agglomération se développe à Saint-Pierre-les-Églises, près du gué qui passe la Vienne. Elle est traversée par la voie romaine qui allait de Poitiers à Bourges en direction de Lyon, capitale des Gaules.
Plusieurs habitations ont été fouillées dans lesquelles se trouvaient de la vaisselle en terre cuite, des outils en fer et en bronze, des bijoux, et d'autres objets destinés à la vie quotidienne (clefs, décors...). Ces maisons abandonnées vers le IVe siècle ont été, pour certaines, recouvertes par un cimetière médiéval (XIIe-XIIIe siècles).
Chauvigny joue très tôt un rôle important à cause de sa situation sur un éperon rocheux dominant la Vienne.

### Moyen Âge

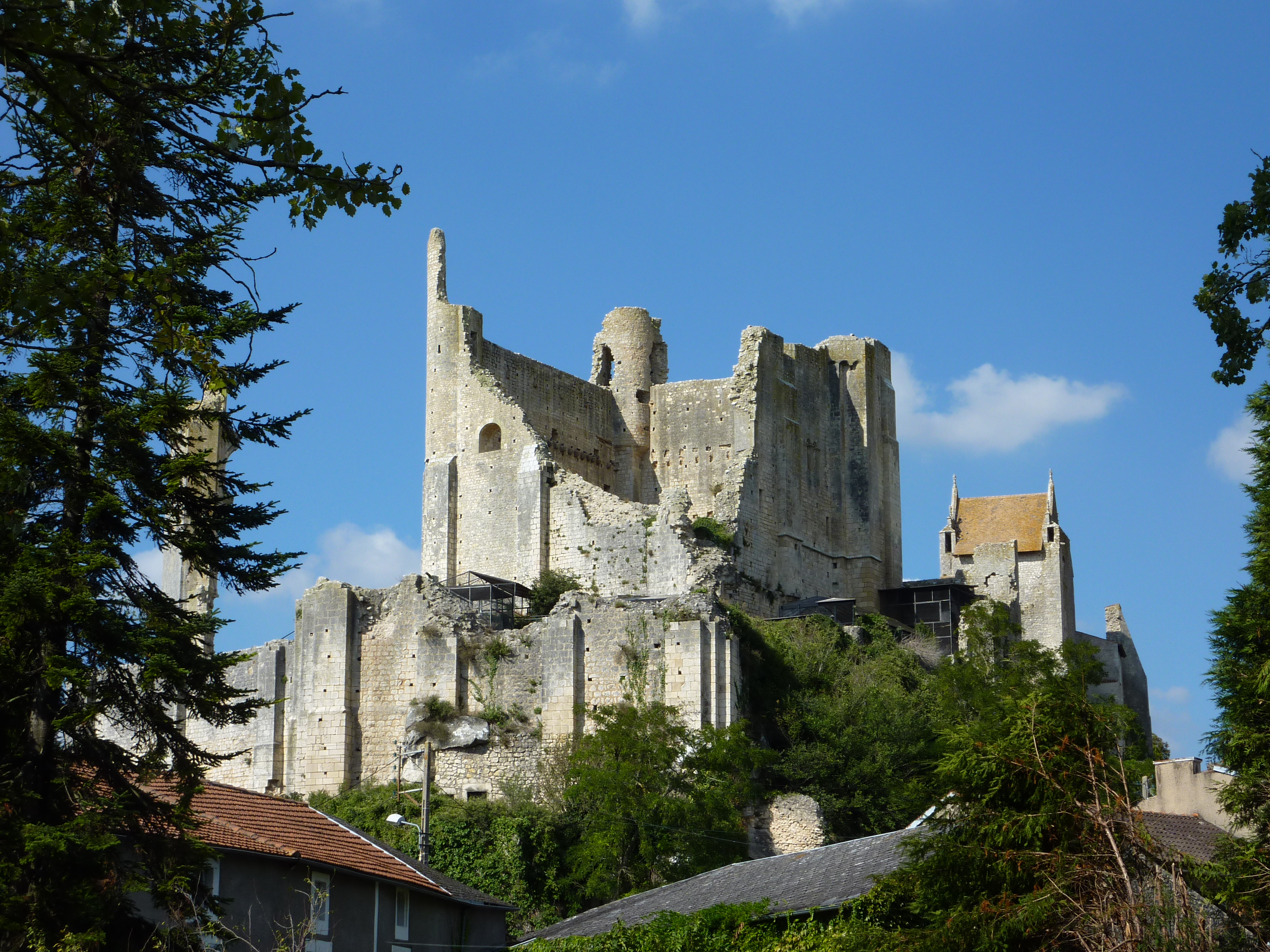
Les ruines du château baronnial (XIIe siècle), ancien château des Évêques de Poitiers

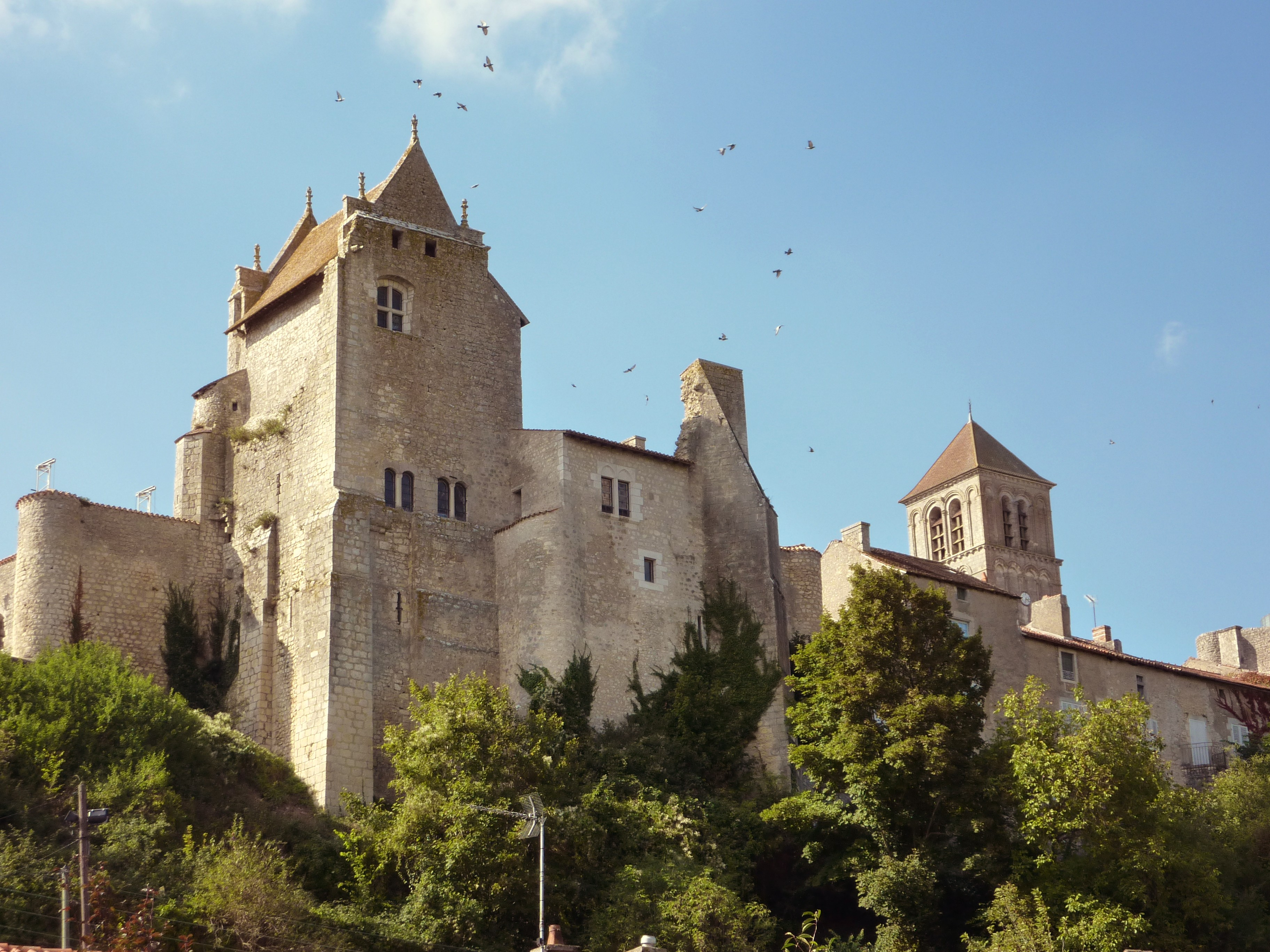
Le château d'Harcourt (XIIIe siècle) est le mieux conservé des châteaux chauvinois.

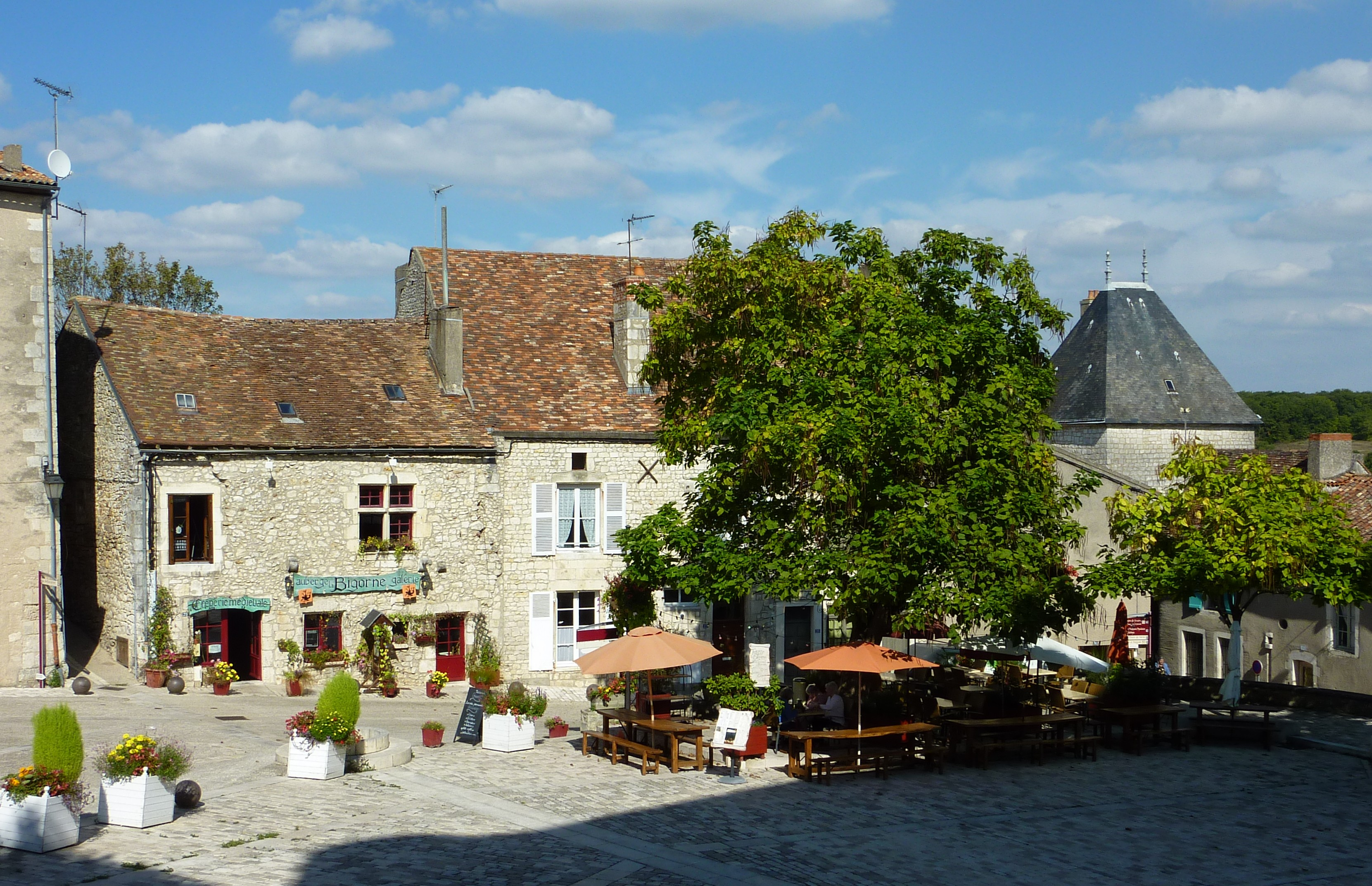
Cité médiévale : place du Donjon.

Pendant le Moyen Âge, les hommes se sont implantés essentiellement sur l'éperon rocheux et le plateau qui dominent la vallée de la Vienne au nord. Une cité se développe à partir du XIe siècle, elle accueille cinq châteaux forts : château Baronnial ou des Évêques, château d'Harcourt, donjon de Gouzon, château de Montléon et tour de Flin, ainsi que la collégiale Saint-Pierre construite au cours du XIIe siècle. La cité est entourée de remparts dont les accès sont protégés par des portes fortifiées.
Dans la vallée sur la rive droite, au pied de la cité forte, un bourg s'organise autour de l'église Notre-Dame fondée au moins au début du XIe siècle. En même temps, la vallée marécageuse est en partie assainie par l'aménagement du ruisseau le Talbat.
Peu après l'an 1000, les évêques de Poitiers de la famille des Isembert, succédant à une famille portant le nom de Chauvigny, deviennent seigneurs de Chauvigny, puis barons à partir du XIVe siècle. Aux Xe et XIe siècles, ils y élèvent un château. Le premier évêque de Poitiers seigneur de Chauvigny est Isembert Ier (mort en 1047), sans doute membre de la famille de Chauvigny dont il avait hérité la seigneurie. Après lui se sont succédé plusieurs évêques jusqu'en 1789. L’évêché de Poitiers est propriétaire de la grande forêt de Mareuil, d’une superficie de 1215 arpents (415 hectares), qui lui permet par les revenus des coupes ordinaires et extraordinaires de réparer les bâtiments ecclésiastiques souvent en mauvais état. Par ailleurs, la forêt, grâce aux droits d’usage accordés aux habitants, leur permet de se fournir en bois de construction et de faire paître leurs bestiaux.
André Ier est l'un des descendants des Chauvigny mentionnés dans les textes du XIe et XIIe siècles. Prince de Déols et seigneur de Châteauroux par son mariage (vers 1189) avec la pupille et filleule du roi Richard d'Angleterre, Denyse de Châteauroux, il s'est illustré au cours de la troisième croisade (en 1190). Son courage lui a valu le surnom de « Preux des Preux ». Un récit légendaire témoigne de ses exploits : un jour que les musulmans cherchaient à forcer un passage entre deux montagnes, André se précipita sur eux des hauteurs « et rasa tout ce qui se trouvait sur son chemin et mit en fuite l'ennemi jusqu'à ce que le passage fût délivré ». Au cours de ce combat retentit pour la première fois le cri de guerre : « Chauvigny, chevaliers pleuvent » qui est resté la devise des descendants d'André Ier.
Durant la guerre de Cent Ans, Chauvigny est ravagée par les troupes du comte de Derby en 1346.
Dix ans plus tard, les troupes du Prince Noir suivies de celles de Jean le Bon, passent à Chauvigny avant d'aller s'affronter à Nouaillé-Maupertuis où Jean le Bon sera fait prisonnier.
En 1372, Du Guesclin et Jean de Berry chassent les Anglais mais, en 1412, Chauvigny tombe entre les mains des troupes anglaises du duc de Clarence.
Les fiefs voisins vont, à leur tour, édifier des châteaux forts, qui seront rachetés successivement par les évêques de Poitiers jusqu'en 1447. En ce XVe siècle, la ville atteint sa plus grande extension, entourant de ses 2 kilomètres de remparts cinq châteaux et quatre églises.

### Renaissance
En 1562, les huguenots occupent Chauvigny, puis sont chassés par les troupes royales. Ils reviennent en 1569 avec l’amiral de Coligny à leur tête avant la bataille de Moncontour. Le château, la ville et l'église Saint-Pierre sont pillés et incendiés.

### XVIIeetXVIIIesiècles
Durant la Fronde, en 1652, Charles Chasteigner, marquis de La Roche-Posay, occupe la ville et le château et leur fait subir pillages et incendies. La même année, il est délogé par le duc de Roannes, gouverneur du Poitou.
Depuis l'Ordonnance des Eaux et Forêts de 1669, la forêt ecclésiastique de Mareuil est administrée sous le contrôle de la Maîtrise de Poitiers. La restriction des droits d’usage imposés par les autorités royales et ecclésiastiques contraint les riverains, pour qui la forêt est une indispensable ressource nourricière, vers la délinquance, ceci conduisant à la veille de la Révolution à une forêt en mauvais état et notamment « très dépeuplée ».
En 1708, tout n'étant que ruines, le Parlement décharge les évêques-barons de l'obligation d'entretien.

### Révolution française et Premier Empire
À la Révolution, les ruines sont devenues « carrière publique », les habitants aggravent les dégâts en arrachant les pierres intéressantes.
La forêt ecclésiastique de Mareuil n’est pas aliénée avec les biens nationaux et devient, par la loi du 2 novembre 1789, une forêt domaniale gérée par une Conservation des eaux et Forêts.

### XIXesiècle
En 1826, Jean Bozier crée une fabrique de poterie d'argile commune et, à la fin du siècle, son petit-fils, Gaston Deshoulières, qui fut vice-président de la Chambre de Commerce de la Vienne, y développe la production de poterie vernissée et de faïence stannifère.
En 1906, son petit-fils, Fernand Deshoulières, ancien élève de l'École nationale de Sèvres et inspecteur de l'Enseignement technique, y crée l'industrie de porcelaine dure puis, dans les années 1920, celle de grès d'art ; il concevra dans sa manufacture de 7 000 m2 occupant 140 ouvriers, des poteries artistiques sous le nom de "grès flammés du Poitou", spécialité céramique obtenue par irisation de l'émail au cours de la cuisson au bois dans une atmosphère réductrice.
En 1843, l'État confie les ruines des châteaux à la Société des antiquaires de l'Ouest qui réussit à les sauver en réparant murs et contreforts.
En 1848, avec la Révolution française de 1848 et le retour de la République, un arbre de la liberté est planté place du Marché ; le peuplier meurt rapidement, arrosé d’eau bouillante : il est aussitôt remplacé par un ormeau.

### XXesiècle
Un nouvel arbre de la liberté est planté en 1919, pour célébrer la victoire de la République et du Droit (notamment du droit des peuples) lors de la Première Guerre mondiale. Il est arraché peu de temps après.
Durant la Seconde Guerre mondiale, la section locale de la légion française des combattants (association unique d’anciens combattants vichyssoise) est la deuxième plus importante de la Vienne, avec 207 adhérents. Dans la nuit du 23 au 24 août 1944, les FFI font sauter le pont de la route nationale sur la voie ferrée, dans la montée vers Poitiers, puis celui de la route nationale sur la Vienne dans l’après-midi du 25 août. Une colonne de la Wehrmacht en retraite franchit la rivière sur des bateaux de caoutchouc et le pont de chemin de fer : elle commet des exactions du 26 au 28 août. Elle est néanmoins obligée de passer beaucoup de temps à l’arrêt dans la montée, ce qui en fait une cible facile vue du ciel, bientôt mitraillée par une escadrille de chasseurs alliés en patrouille à la recherche d’objectifs d’opportunité le 27 août : plusieurs véhicules allemands sont incendiés et perdus. En 1945, pour fêter la Libération et le retour de la République, un nouvel arbre de la liberté est planté dans le jardin public en bordure de Vienne. Enfin, en 1948, un séquoia est planté lui aussi comme arbre de la liberté, pour le centenaire de la révolution de 1848.
Les communes avoisinantes ne sont pas exemptes de ce mouvement : Pouzioux plante elle aussi un arbre de la liberté dès 1944. Cette commune est rattachée à Chauvigny en 1973.

### Liste des maires

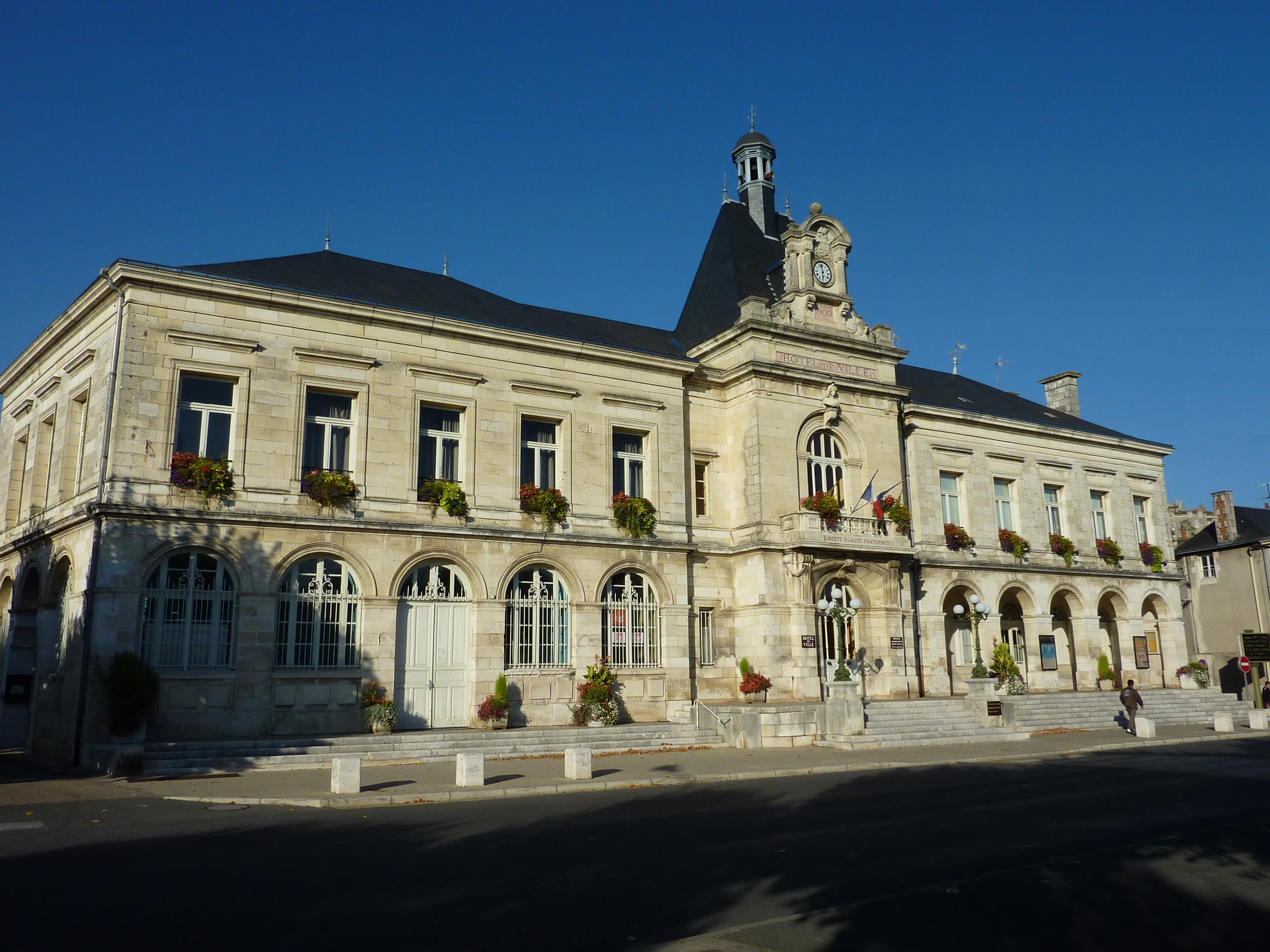
Hôtel de ville de Chauvigny (1900).

## Politique et administration

### Instances judiciaires et administratives
La commune relève du tribunal d'instance de Poitiers, du tribunal de grande instance de Poitiers, de la cour d'appel  Poitiers, du tribunal pour enfants de Poitiers, du conseil de prud'hommes de Poitiers, du tribunal de commerce de Poitiers, du tribunal administratif de Poitiers et de la cour administrative d'appel  de  Bordeaux, du tribunal des pensions de Poitiers, du tribunal des affaires de la Sécurité sociale de la Vienne, de la cour d’assises de la Vienne.

### Services publics
Les réformes successives de La Poste ont conduit à la fermeture de nombreux bureaux de poste ou à leur transformation en simple relais. Toutefois, la commune a pu maintenir le sien.

### Jumelages
- Trino (Italie) depuis 1961
- Geisenheim (Allemagne) depuis 1970
- Banfora (Burkina Faso) depuis 1974
- Billericay (Royaume-Uni) depuis 2005

### Politique environnementale
Dans son palmarès 2024, le Conseil national de villes et villages fleuris de France a attribué trois fleurs à la commune.

## Population et société

### Démographie
L'évolution du nombre d'habitants est connue à travers les recensements de la population effectués dans la commune depuis 1793. Pour les communes de moins de 10 000 habitants, une enquête de recensement portant sur toute la population est réalisée tous les cinq ans, les populations de référence des années intermédiaires étant quant à elles estimées par interpolation ou extrapolation. Pour la commune, le premier recensement exhaustif entrant dans le cadre du nouveau dispositif a été réalisé en 2008.

En 2022, la commune comptait 7 037 habitants, en évolution de −0,23 % par rapport à 2016 (Vienne : +0,6 %, France hors Mayotte : +2,11 %).
| 1793  | 1800  | 1806  | 1821  | 1831  | 1836  | 1841  | 1846  | 1851  |
| ----- | ----- | ----- | ----- | ----- | ----- | ----- | ----- | ----- |
| 1 636 | 1 608 | 1 651 | 1 358 | 1 600 | 1 734 | 1 768 | 1 847 | 1 875 |

| 1856  | 1861  | 1866  | 1872  | 1876  | 1881  | 1886  | 1891  | 1896  |
| ----- | ----- | ----- | ----- | ----- | ----- | ----- | ----- | ----- |
| 1 918 | 2 014 | 2 049 | 2 078 | 2 122 | 2 601 | 2 223 | 2 129 | 2 349 |

| 1901  | 1906  | 1911  | 1921  | 1926  | 1931  | 1936  | 1946  | 1954  |
| ----- | ----- | ----- | ----- | ----- | ----- | ----- | ----- | ----- |
| 2 346 | 2 494 | 2 632 | 2 513 | 2 708 | 2 748 | 2 725 | 5 375 | 5 513 |

| 1962  | 1968  | 1975  | 1982  | 1990  | 1999  | 2006  | 2008  | 2013  |
| ----- | ----- | ----- | ----- | ----- | ----- | ----- | ----- | ----- |
| 6 168 | 6 309 | 6 693 | 6 572 | 6 665 | 7 025 | 6 916 | 6 875 | 7 086 |

| 2018  | 2022  | - | - | - | - | - | - | - |
| ----- | ----- | - | - | - | - | - | - | - |
| 7 045 | 7 037 | - | - | - | - | - | - | - |

En 2008, selon l’Insee, la densité de population de la commune était de 49 hab./km2 contre 61 hab./km2 pour le département, 68 hab./km2 pour la région Poitou-Charentes et 115 hab./km2 pour la France.
Chauvigny est la 6e commune la plus peuplée du département de la Vienne.

### Sports
- Chaque année est organisé dans la ville l'Open du Poitou de Blackball avec plus de trois cents participants[49].
- L'USC Karaté Do organise tous les ans la Coupe Nationale de Karaté[50].
- Le moto-club chauvinois possède un circuit technique de 1 700 m, le circuit Jacky-Grenier. Des courses régionales y sont organisées[51].
- L'Union sportive chauvinoise possède plusieurs sections dont le football qui obtient son plus beau trophée en remportant la Coupe du Centre-Ouest en 2009 puis, deux saisons plus tard, le club de Division d'Honneur réalise un exploit en éliminant la Berrichonne de Châteauroux, club de Ligue 2, au huitième tour de la Coupe de France de football 2010-2011 sur le score de 3-0.

## Économie
Plusieurs zones industrielles (Le Planty) et commerciales sont implantées aux abords de la ville.

### Agriculture
L'agriculture du Chauvinois vit sa mutation depuis une vingtaine d'années : de zone d’élevage et de production laitière à la culture céréalière et oléagineuse (blé, orge, colza, tournesol, maïs), avec une très forte restructuration des exploitations où l’on dénombre une surface moyenne élevée (150/200 hectares). Une coopérative importante, Terre de Vienne, a installé ses silos à Chauvigny, et dans quelques communes limitrophes.
- Ovins, porcins, bovins ;
- Élevage de cailles ;
- Élevage de chèvres, visite ;
- Coopératives : agricoles, laitières et d'élevage ;
- Abattoirs municipaux.

Selon la direction Régionale de l'Alimentation, de l'Agriculture et de la Foret de Poitou-Charentes (DRAAF), il n'y a plus que 64 exploitations agricoles en 2010 contre 90 en 2000. Si le nombre de moyennes ou grandes exploitations s'est maintenu au cours de ces 10 années (43 en 2010 contre 45 en 2000), le nombre de petites exploitations a été divisé par deux : 45 fermes en 2000, 21 en 2010. Ces dernières sont surtout des exploitations individuelles.
50 % des surfaces agricoles sont destinées à la culture des céréales (blé tendre pour les 3/4 de ces surfaces, mais aussi orge et maïs), 34 % pour les oléagineux (colza essentiellement et tournesol), 6 % pour le fourrage et 3 % reste en herbe.
La vigne, encore importante en 2000 (9 hectares répartis sur 33 exploitations) a complètement disparu en 2010.
8 exploitations en 2010 (contre 12 en 2000) abritent un petit élevage de bovins (757 têtes en 2010 contre 917 en 2000). 16 exploitations en 2010 (contre 32 en 2000) abritent un élevage d'ovins (1 182 têtes en 2010 contre 3 792 têtes en 2000). Cette évolution est conforme à la tendance globale du département de la Vienne. En effet, le troupeau d’ovins, exclusivement destiné à la production de viande, a diminué de 43,7 % de 1990 à 2007. L'élevage de chèvres qui n'existait pas en 2000 concerne, en 2010, 4 fermes regroupant 1 351 têtes. C’est l'un des troupeaux importants de caprins du département de la Vienne (74 500 têtes en 2011), qui est le deuxième département pour l’élevage des chèvres derrière le département des Deux-Sèvres.

### Secteur secondaire
Chauvigny se caractérise par un tissu industriel relativement dense de PMI et de PME œuvrant dans des secteurs très divers.
Son passé industriel est intimement lié à l’exploitation minérale avec l’extraction de la pierre de Chauvigny, réputée pour ses qualités de dureté et de résistance aux intempéries, et la céramique introduite au XIXe siècle. Deux entreprises importantes sont présentes depuis de nombreuses années : Apilco (plus vieille porcelainerie familiale de France, 124 employés) et Rocamat, spécialisée dans l’extraction et la taille de pierre (41 salariés).
La pierre de Chauvigny est un calcaire oolithique qui date de l'ère secondaire, du Jurassique. Cette pierre présente toutes les qualités requises pour la construction des édifices. Par son type de dureté : tendre, demi-dure et dure, la pierre peut résister différemment à toutes les altérations atmosphériques.
Les Romains furent les premiers à l'employer. L'avenir de cette activité locale n'est pas compromis grâce à l'intérêt que lui portent les architectes pour sa diversité d'utilisation dans la décoration des édifices : cheminées, balcons, escaliers...
Le secteur du bâtiment et des travaux publics est fortement représenté et compte plusieurs centaines de salariés avec, en particulier, l’entreprise Boutillet, leader départemental avec 180 salariés.
Chauvigny accueille de plus en plus de nouvelles entreprises, dont des entreprises de haute technologie telle Mesure Contrôle Tridimensionnel (MCT), spécialisée dans la vérification en trois dimensions de pièces de série ou prototypes , ou bien Almay (anciennement Formes et Outillages), spécialisée dans la création de moules et modèles (35 salariés), enfin, Valdelec , spécialisée dans la déconstruction des équipements électriques et électroniques en fin de vie (16 employés).
Les centres d’accueil pour entreprises, construits à partir de 1995 sous l’égide de la communauté de communes dans la zone industrielle de Peuron, au nombre de deux comportant chacun quatre espaces d’accueil, affichent actuellement complet.
- Carrières de pierre de taille.

### Commerce et artisanat
La densité artisanale se situe au niveau de la moyenne régionale[réf. souhaitée].
En termes de services aux entreprises, Chauvigny possède un bon réseau d’agences bancaires, agences immobilières et une représentation de l’essentiel des professions juridiques et d’expertise comptable. Les professions de la santé ne sont pas toutes représentées, on ne compte pas d’établissement hospitalier en raison de la proximité de Poitiers et de Montmorillon.
La commune est le siège de l'entreprise Lingerie indiscrète.

### Tourisme

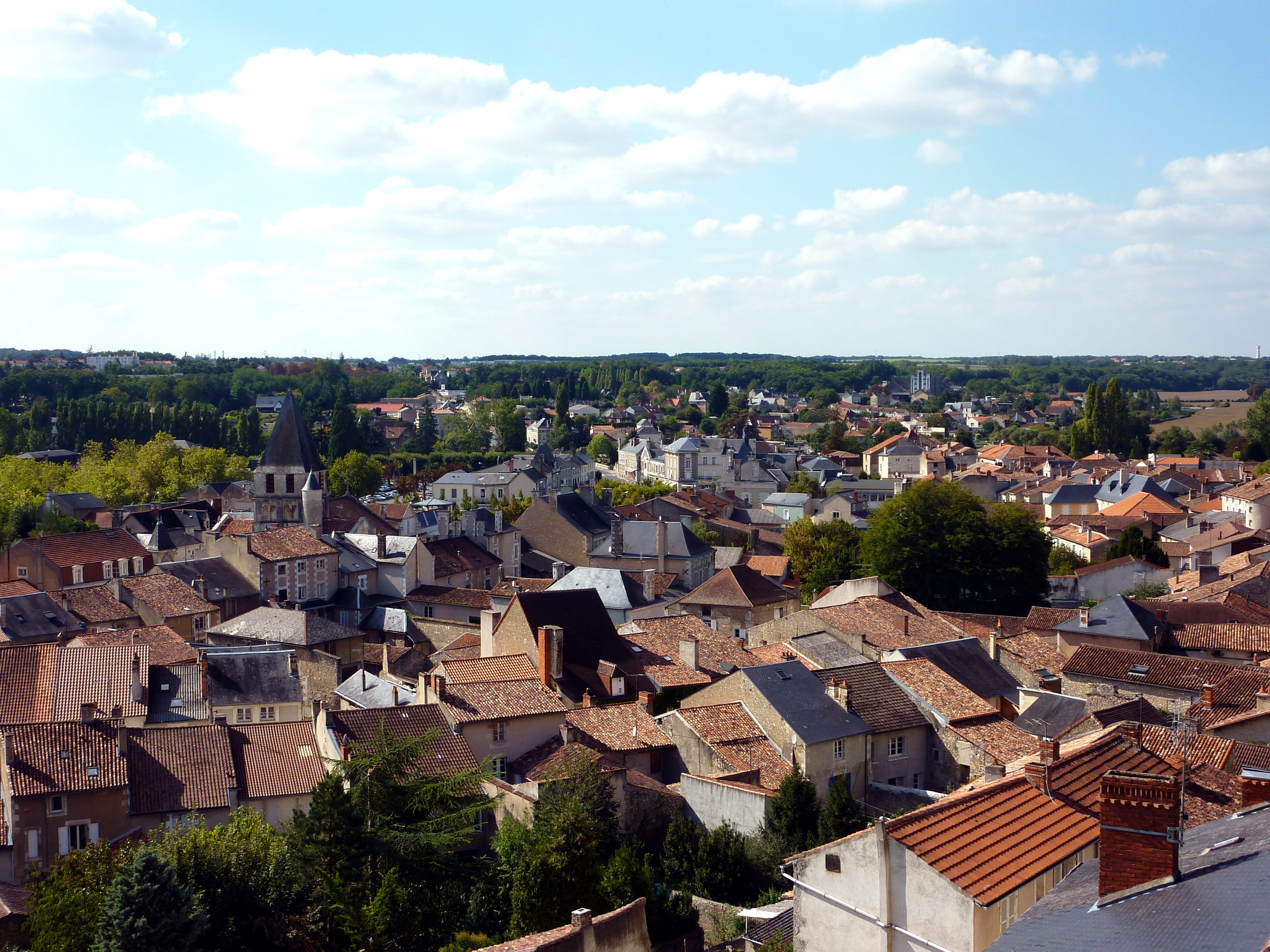
Vue sur Chauvigny depuis les hauteurs de la cité médiévale.

- Spectacle du château des Aigles : évolutions de faucons, aigles et vautours, condors (avril/septembre). Ce spectacle, Les Géants du Ciel, en 2013, a enregistré une de ses meilleures saisons estivales depuis 2007. 25 000 visiteurs ont été comptabilisés sur la période d’ouverture avril-septembre[60].
- Vélo-rail sur 17 km de voie ferrée
- Visites guidées de la ville. Pêche, chasse. Hippisme, canoë-kayak, randonnées, aéro-club ; piscine ; tir à l'arc.
- Camping. Auberge de jeunesse. Artisanat. Groupe folklorique. Centre culturel : Société de recherches archéologiques. Semaines d'animation liées à la nature ; visites guidées du 15 juin au 15 septembre. Office de tourisme.
- Porcelaine : visite d'une fabrique.
- Industries légères.
- Musée de traditions populaires et d'archéologie, dans une maison XVIe siècle : archéologie, histoire locale, art et traditions populaires.
- Espace d'archéologie industrielle au donjon de Gouzon.

## Culture locale et patrimoine

### Lieux et monuments

#### Patrimoine religieux
L'église d'Aillier a disparu, certains éléments ont été déplacés à Chauvigny, ce monument est référencé comme inscrit à l'Inventaire général du patrimoine culturel.

##### La collégiale Saint-Pierre
La collégiale Saint-Pierre (XIe – XIIe siècle) est une église-halle à trois vaisseaux. Commencée par l'abside, elle est terminée cent ans plus tard par la nef. À l'extérieur se remarquent un clocher carré à double étage de baies et un superbe chevet richement sculpté. L'intérieur de l'église est repeint au XIXe siècle. Les chapiteaux du chœur à déambulatoire et chapelles rayonnantes présentent un riche décor sculpté (monstres, allégories de Babylone, etc.) et dédicacé : Gofridus me fecit. L'édifice est classé au titre des monuments historiques en 1846.

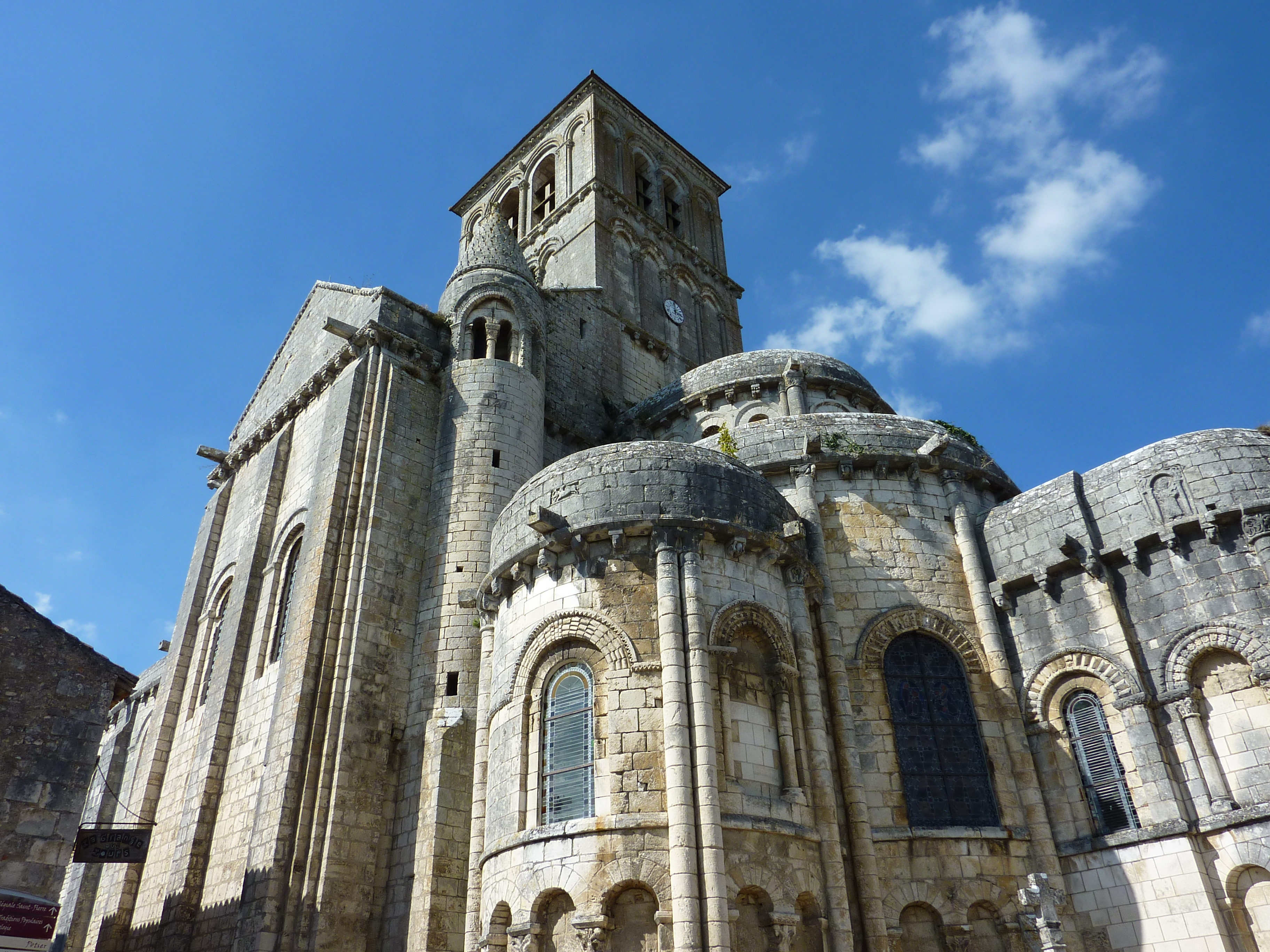
La collégiale Saint-Pierre (débutée au XIe siècle) est représentative de l'art roman.
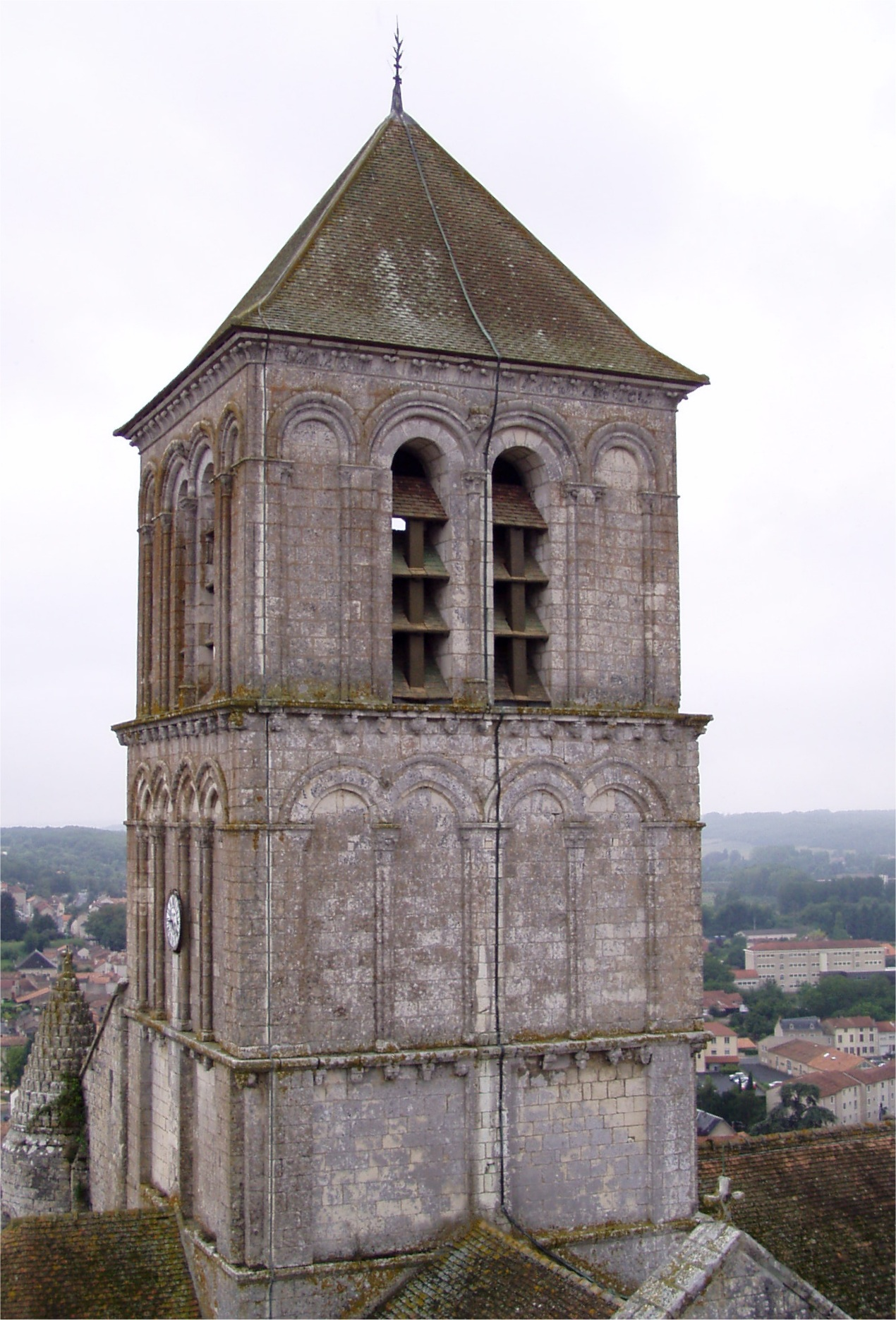
Le clocher de l'église Saint-Pierre vu du donjon de Gouzon.
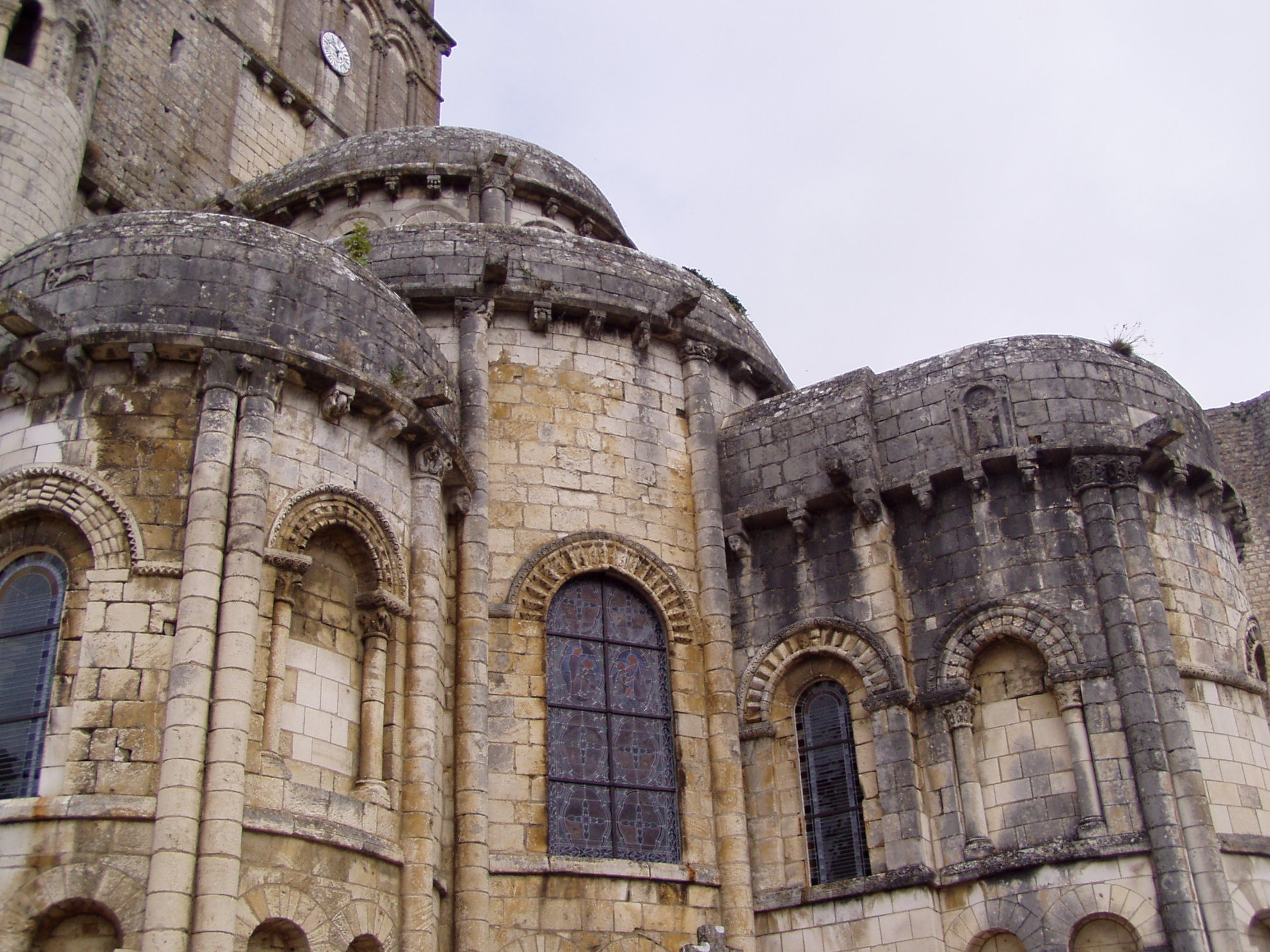
Le chevet de l'église Saint-Pierre.
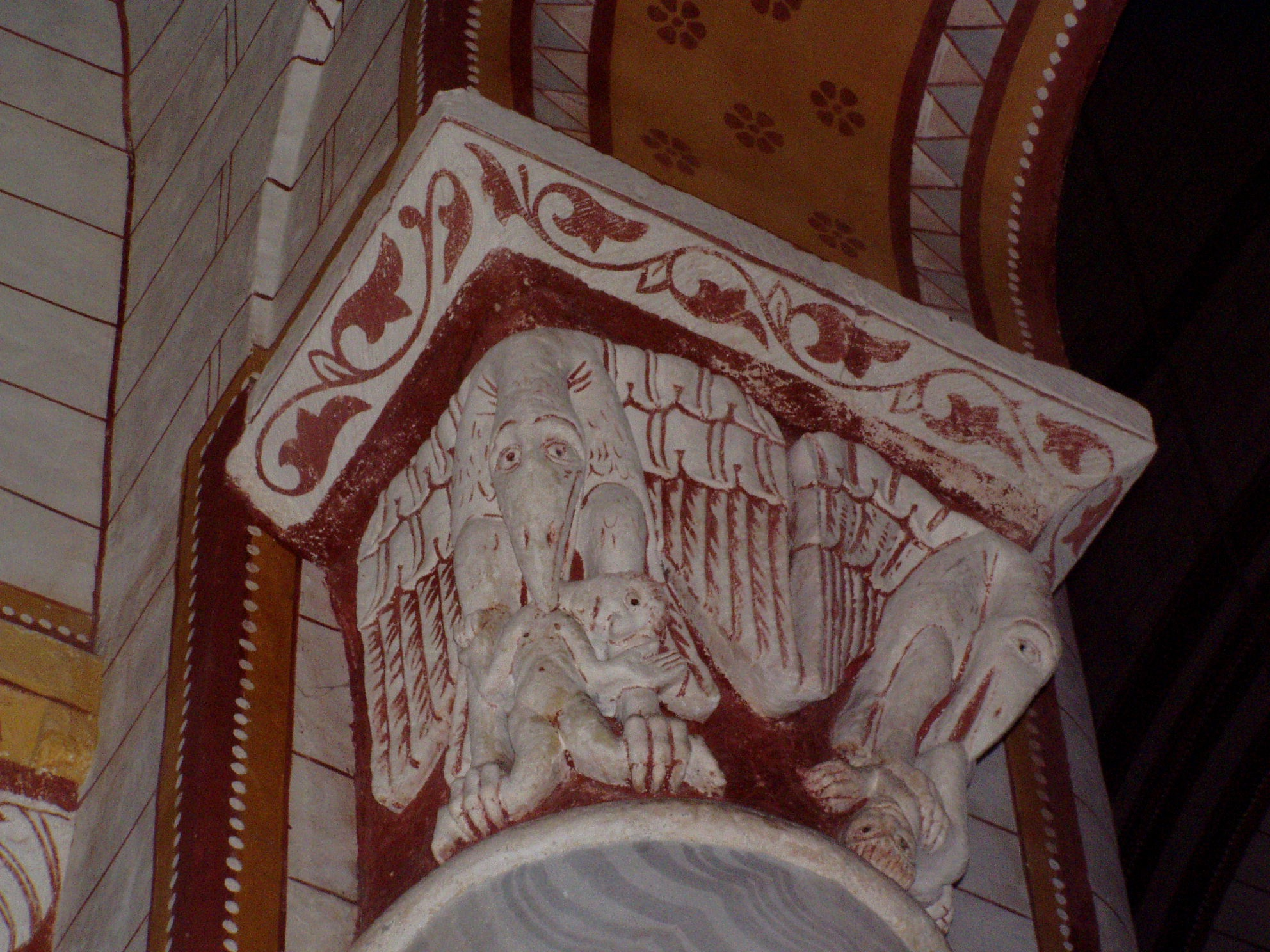
Chapiteau de l'église Saint-Pierre.
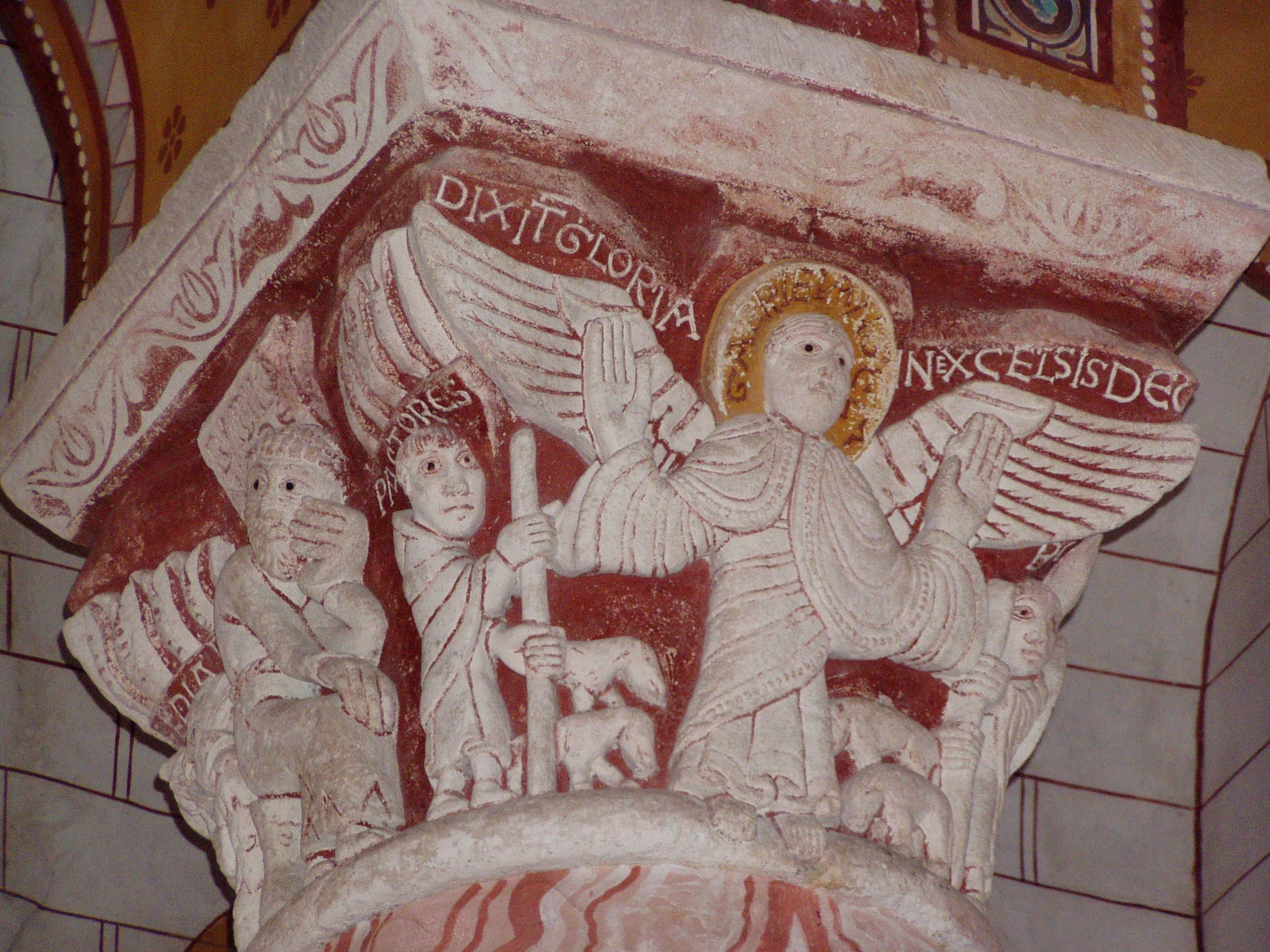
Chapiteau de l'église Saint-Pierre.
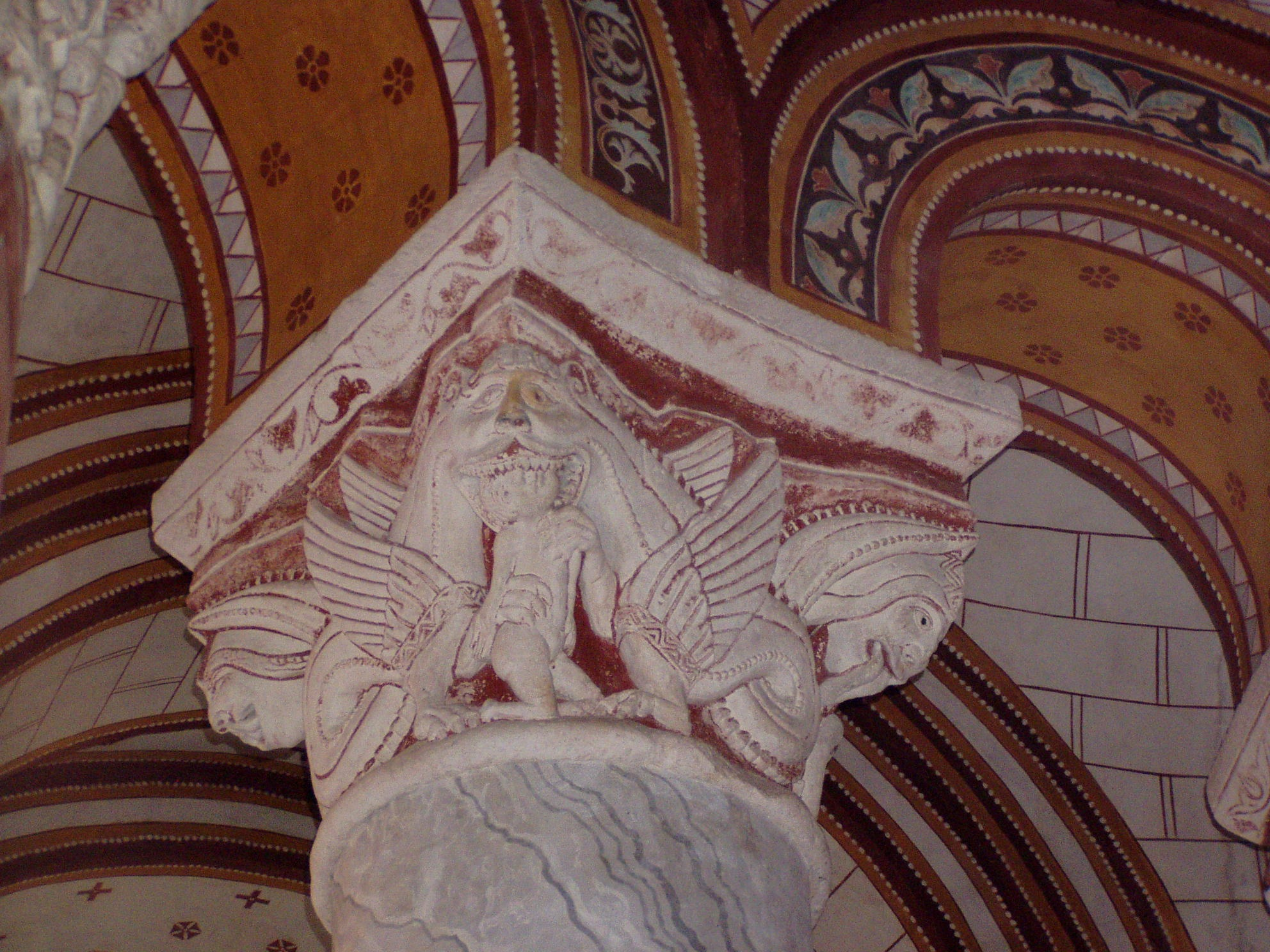
Chapiteau de l'église Saint-Pierre.
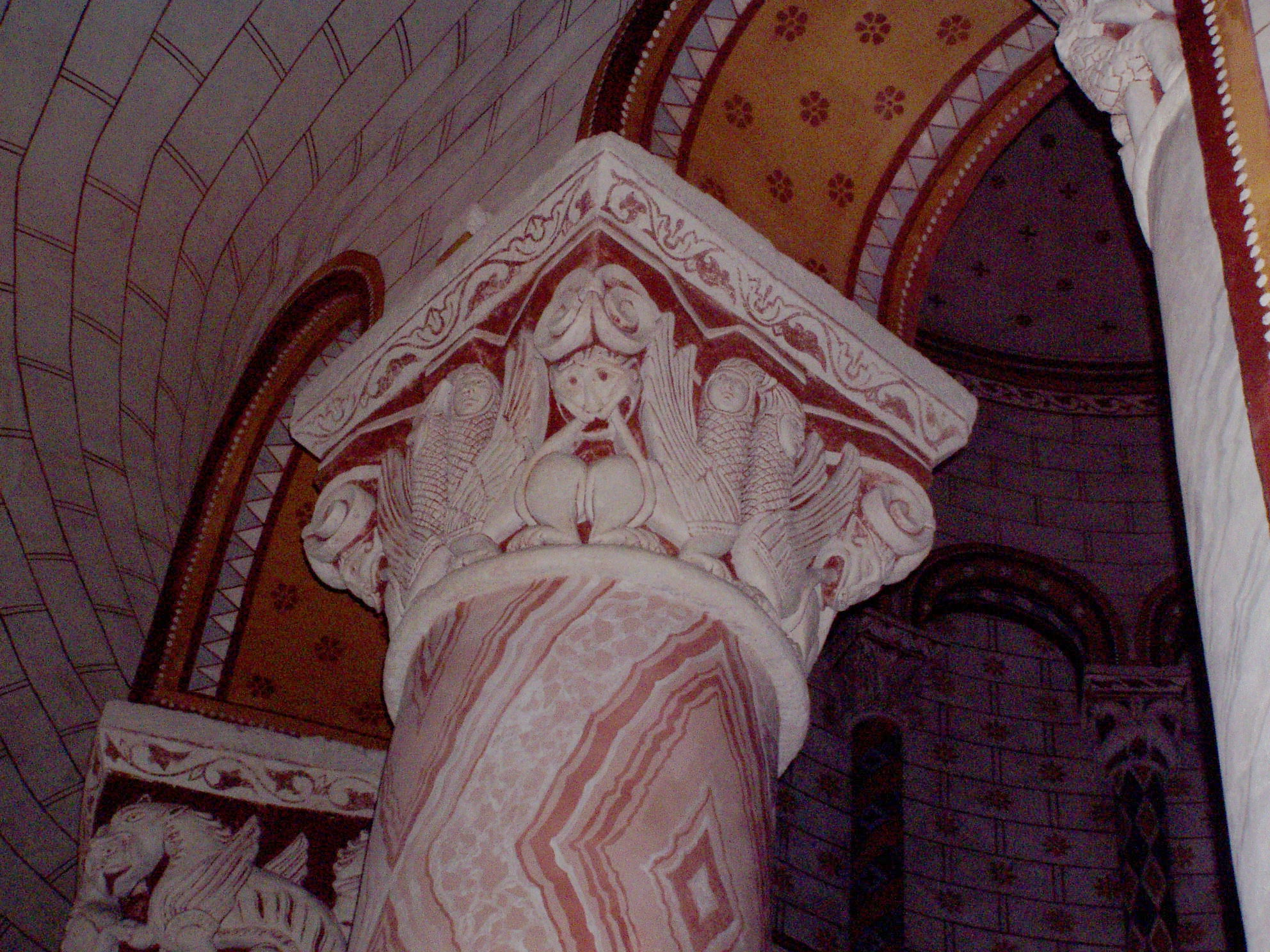
Chapiteau de l'église Saint-Pierre.

##### L'église Notre-Dame
L'église Notre-Dame est construite au début du XIe siècle par l'évêque de Poitiers, Isembert Ier, seigneur de Chauvigny. Elle est placée sous le patronage du Saint-Sépulcre en référence au tombeau du Christ à Jérusalem. Vers 1020, elle est donnée au monastère Saint-Cyprien de Poitiers ainsi que quelques terres environnantes afin que les moines puissent y établir un prieuré et un bourg libre de droit.
À la fin du XIe siècle, l'église prieurale est sous le vocable de Saint-Just. Ce nom lui reste jusqu'à la fin de l'Ancien Régime.
En 1823, à la suite d'une décision municipale, elle devient, en ville basse, la seule église paroissiale et prend alors son nom actuel d'église Notre-Dame.
Elle bénéficie de plusieurs restaurations au cours du XIXe siècle. Les travaux concernent la façade et la nef. La nef en plein cintre est encadrée de collatéraux à voûtes d'arêtes. Les grands arcs surhaussés de la croisée du transept et la coupole sur trompes forment un ensemble aux belles proportions. À l'intérieur, le bras sud du transept conserve une fresque représentant la Chrétienté aidant le Christ à porter sa croix. Cette scène, découverte en 1849, est restaurée la même année par H. Hivonnait. Cette œuvre est exceptionnelle par l'originalité de son thème dont aucun autre exemple n'est connu dans le département de la Vienne. Cette figuration du portement de croix est à rapprocher des peintures murales de l'Anjou de la cour du roi René,. Le thème et le style indiquent une œuvre de transition entre le Moyen Âge et la Renaissance. Elle date de la fin du XVe siècle. Au-dessus, se trouve une inscription rappelant certains travaux faits dans l'église par le prieur François Morin en 1504.
Un tableau du XVIIIe siècle, restauré récemment, représente le martyre de saint Léger. Le tableau fait 210 × 145 centimètres. Il est de Giovanni Battista Lenardi et il est classé dans la Base Palissy,.
La croisée du transept a conservé un décor roman qui puise son iconographie dans un répertoire ornemental très varié.
Près du chœur, deux chapiteaux remarquables représentent la tentation d'Adam et d'Ève et des griffons affrontés.
Le chevet de l'église Notre-Dame à abside et absidioles possède un décor sculpté plus sobre que celui de Saint-Pierre mais qui n'est pas de moindre qualité. Il est de style roman. Il présente des modillons sur la corniche et des colonnes aux chapiteaux intéressants.
L'église est un monument historique classé depuis 1840 (première liste de monuments).

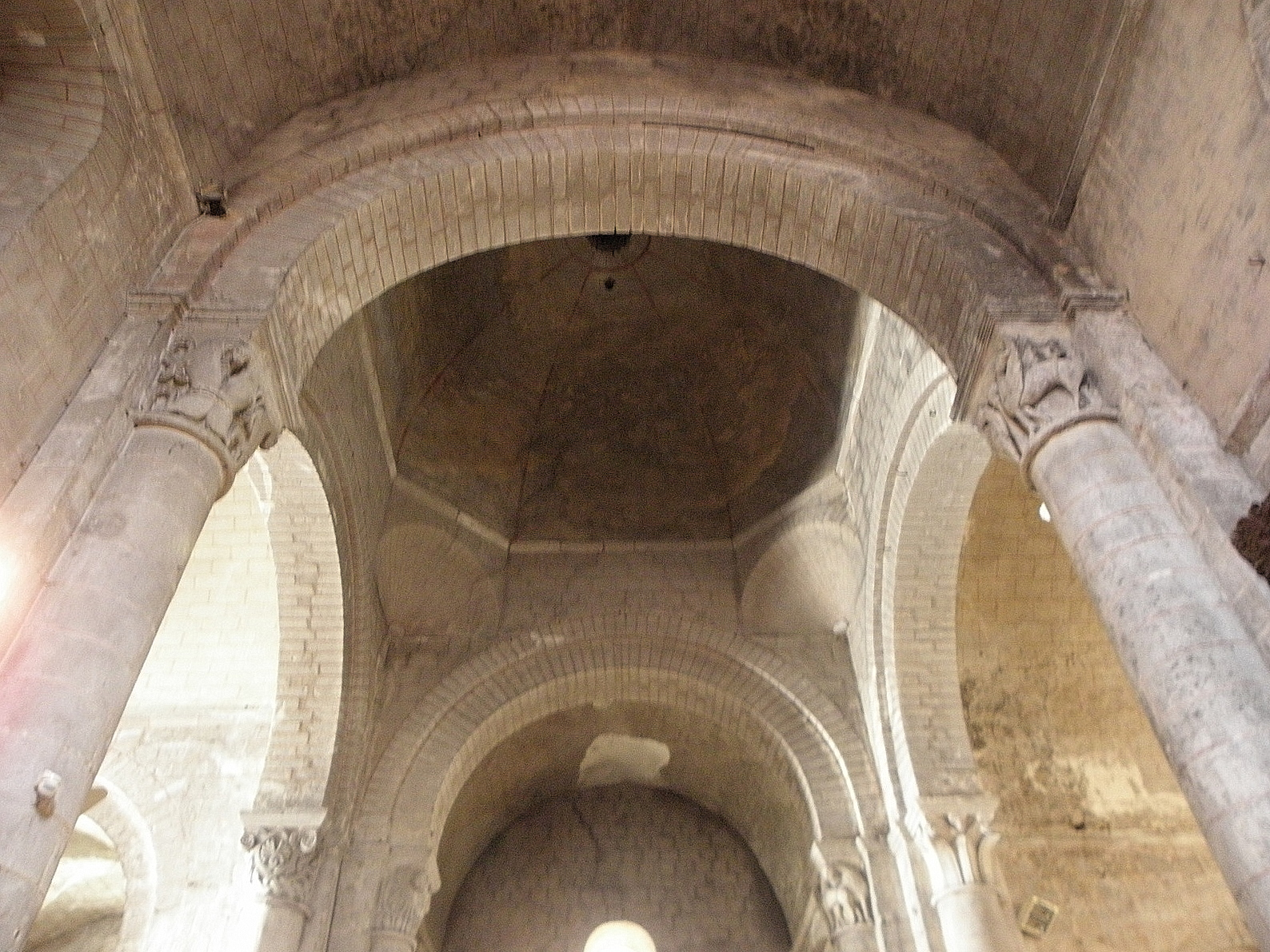
Croisée romane du transept et trompes supportant le clocher.
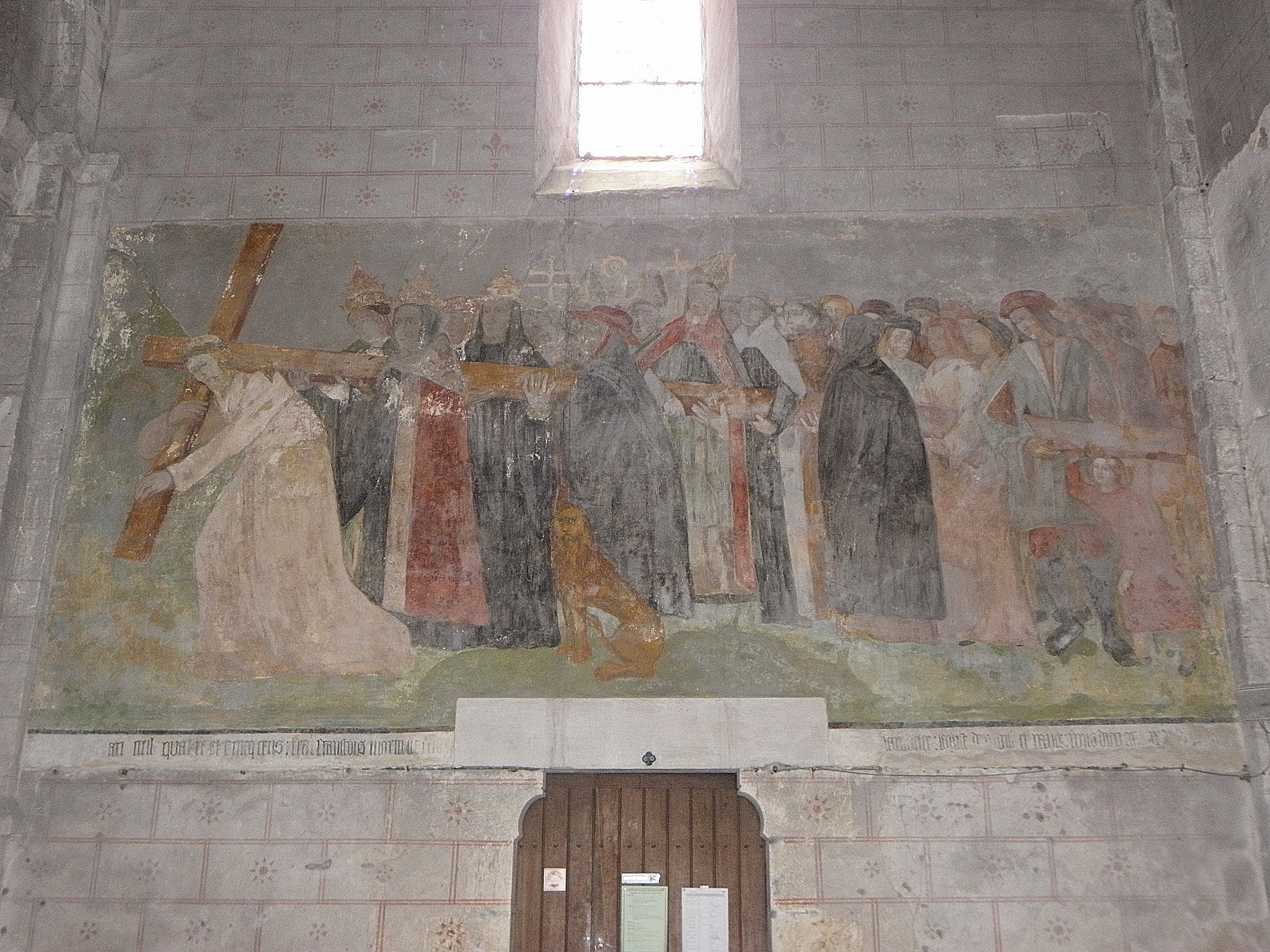
Le clergé et l'humanité souffrante aidant le Christ à porter sa croix.

##### L'église de Saint-Pierre-les-Églises
L'église de Saint-Pierre-les-Églises est située à deux kilomètres de la ville, tout près de la Vienne. C'est une église de proportion modeste. Elle est située au cœur d'un cimetière d'origine mérovingienne dont il ne subsiste que quelques sarcophages. L'édifice est très ancien comme en témoigne le petit appareil qui a été utilisé pour sa construction. Celui-ci est en effet de tradition antique et a été réemployé. La voie romaine qui reliait Lemonum (Poitiers) à Avaricum (Bourges) et franchissait ici la Vienne à gué avait favorisé le développement d'une petite agglomération. Cette dernière a été abandonnée au cours du Haut Moyen Âge.
L'édifice est classé au titre des monuments historiques en 1952.
L'église érigée dès l'époque carolingienne présente un plan simple avec une large nef charpentée sans division interne. Elle s'ouvre à l'est vers l'abside semi-circulaire qui abrite le sanctuaire. L'abside a été voutée au XIe siècle. Elle possède un cycle de fresques qui évoquent des épisodes du Nouveau Testament :
- sur le côté gauche : la Visitation, la Chevauchée et l'Adoration des mages, la Crucifixion ;
- sur le côté droit : le Bain de l'enfant Jésus après la Nativité, le Combat entre l'archange saint Michel et la bête de l'Apocalypse.

Une étude au carbone 14, réalisée récemment, permet de montrer que les fresques ont été peintes entre 780 et 980. Cette étude donne la possibilité de prouver que les fresques font partie des plus anciennes encore conservées en Europe occidentale pour l'époque médiévale. L'ancienneté de la peinture avait déjà été suggérée par son analyse technique et stylistique : choix et traitement des scènes, forme archaïque de quelques lettres. La nef et la voûte ont été repeintes en 1628. Cette date est mentionnée à deux endroits dans l'église.

#### Patrimoine civil

##### Château baronnial
Le château baronnial ou château des évêques fut construit au XIe siècle par les évêques de Poitiers, donjon quadrangulaire du milieu du XIe siècle, alors seigneurs de Chauvigny. À partir de 1397, Ithier de Marreuil, évêque de Poitiers entre 1394 et 1405, ajoute un second donjon à son château. De nos jours on peut y voir un spectacle de fauconnerie,.
C'est un édifice complexe d'une longueur de 80 mètres et d'une largeur de 50 mètres. Il fut souvent endommagé et remanié. À la fin du XVIIe siècle, il est déjà presque à l'abandon.
On reconnait une première enceinte avec l'entrée primitive du XIe siècle, un puissant donjon du XIIe siècle, les ruines du château neuf datant des années 1400 dont subsiste un impressionnant pan de muraille montrant deux étages d'appartements et la chapelle Saint-Michel avec sa salle capitulaire au-dessus. L'accès aux cours et bâtiments de la deuxième enceinte des XIIe – XVIe siècles (cuisines, fournils, écuries, puits, souterrain) se faisait par un pont levis. On reconnaît la chapelle du château épiscopal par sa voûte aux armes d'Ithier de Mareuil.
L'état de ruine actuel du château résulte de sa vente comme bien national pendant la Révolution, l'acquéreur ayant fait de cette forteresse une carrière de pierres.
Il a été classé monument historique dans la liste de 1840 et a reçu en 2003, 42 000 visiteurs[réf. nécessaire].

##### Château d'Harcourt
Le château d'Harcourt, construit entre le XIIIe et le XVe siècle, est le mieux conservé des châteaux chauvinois.
L'un des membres de l'illustre famille normande des Harcourt épouse, au XIIIe siècle, la vicomtesse de Châtellerault qui possède le fief. Il reste deux siècles en possession de cette famille avant de devenir la propriété des évêques de Poitiers en 1447.
L'enceinte est à peu près rectangulaire. Elle se compose de hautes courtines, autrefois crénelées, flanquées de tourelles cylindriques pleines. Elle mesure 38 mètres par 25 mètres et date du XIIIe siècle. L'entrée est défendue par un châtelet possédant un assommoir et une herse. Il est dépourvu de pont-levis. Le donjon, rectangulaire à contreforts plats est réaménagé au XIVe siècle. Au rez-de-chaussée, on trouve une prison voutée, encore utilisée au XIXe siècle, dont la portée extérieure permet en position ouverte de bloquer celle du cachot. Attenant au donjon, le logis, très remanié, abrite maintenant des salles d'expositions.
Le château a été classé Monument Historique en 1840.

##### Donjon de Gouzon
Le donjon de Gouzon est un vestige du château de Gouzon. Un premier bâtiment, soigné, avec des contreforts rectangulaires du XIIe siècle est surélevé et s'étend au XIIIe siècle vers l'ouest. Les travaux sont de médiocre qualité. La partie supérieure du donjon pourvue d'archères d'un type rare, à traverses décalées, date du XIVe siècle. À l'est, un logis, détruit, joint la rue Saint-Pierre. On y reconnait les tours, portes et cheminées.
Le château appartient, d'abord, à la famille poitevine de Beaumont, puis à celle de Gouzon, originaire du Bourbonnais. Le château est ensuite acquis par l'évêque de Poitiers, Fort d'Aux au XIVe siècle.
Il abrite de nos jours un musée, l'Espace d'archéologie industrielle ouvert depuis 1991. Ce musée a pour vocation la mise en valeur et la présentation des industries en pays Chauvinois :
- les activités liées au travail de la pierre de Chauvigny : carriers et tailleurs de pierre, du Néolithique au XXIe siècle ;
- les arts du feu : le travail de la porcelaine, des grès flammés de 1180 à 1930, des faïences au cours du XIXe siècle et de la faïence Saintongeaise des XVIe, XVIIe et XVIIIe siècles ; présentation de l'artisanat lié au feu : tuilerie, verrerie et métallurgie ;
- la production des énergies : moteur à vapeur de 1907, maquette d'une centrale thermonucléaire de 1990.

Il a reçu la visite de 9 100 personnes en 2003. La terrasse panoramique, accessible en ascenseur, permet une découverte exceptionnelle de la cité médiévale et de la vallée de la Vienne.
En 1984, des fouilles ont permis de découvrir, sur ce site, des objets datant de Néolithique (6 000 ans av. J.-C.). Un vase est exposé dans une vitrine du musée et quelques objets le sont au musée des traditions populaires de Chauvigny.
Le château a été classé monument historique en 1889.

##### Château de Montléon
En remontant la rue Saint-Pierre, sur la gauche, il est possible de voir des vestiges du château de Montléon. Dans le pâté de maisons, on distingue çà et là des morceaux de murailles et de contreforts. Partagé, défiguré, le château de Montléon est le moins bien conservé des cinq châteaux de Chauvigny.
Encore occupé en 1372, le château semble avoir été abandonné dès le milieu du XVe siècle.

##### Les défenses de la ville
- La tour de Flins date des XIIe – XVe siècles. C'est un château de petite taille qui complétait la défense de la ville de Chauvigny. Il s'agit d'un petit donjon rectangulaire qui a été crénelé et dont les angles sont renforcés par des contreforts plats, selon l'usage du XIIe siècle. Au XVe siècle, des fenêtres ont été percées et une cheminée a été construite pour le rendre plus habitable.
- La porte de Gouzon date du XIIe siècle. C'est l'une des douze portes de la ville.
- La porte des Piliers fait partie des ouvrages fortifiés qui se sont multipliés à partir du début du XIe siècle sur l'éperon.
- La porte des Rampes est protégée par des bouches à feu des XVe et XVIe siècles. Ils tiraient le long d'un fossé aujourd'hui comblé.

#### Le musée des traditions populaires et d'archéologie
Le musée est installé dans une maison du XVIe siècle. Il restitue un intérieur poitevin. Des coiffes, des vêtements et des objets de la vie quotidienne en Poitou au XIXe siècle sont présentés.
On y trouve aussi une salle sur les métiers, une collection d'objets archéologiques gallo-romains et médiévaux provenant des sites voisins et une exposition permanente de maquettes : Chauvigny, de l'ère néolithique à l'ère industrielle.
Le musée présente quelques objets remarquables comme sa collection de coiffes, un mortier à broyer en bronze du XVe siècle, un chauffe-plat en céramique des XVe – XVIe siècles, un sanglier gallo-romain.

#### La maison dite «des Templiers»
La maison dite « des Templiers » (route de Châtellerault) est éclairée au premier étage par une série d'ouvertures géminées surmontées d'arcs polylobés caractéristiques du XIVe siècle. Sous le bâtiment, sont conservées des caves voutées avec des arceaux en pierre de taille.
La Maison a été classée comme monument historique depuis 1915.

#### La Maison du Roi Jean
La maison dite à tort du Roi Jean est une hôtellerie du début du XVIIe siècle. Elle se trouve au bout de la rue du Moulin-Saint-Just. C'est une maison à deux étages. Elle présente une façade avec une porte en plein cintre encadrée de deux pilastres et surmontée d'une corniche moulurée saillante. À gauche de la porte, une grande arcade murée constitue les vestiges d'une ancienne boutique. À la verticale de la porte, le mur est percé de trois grandes fenêtres à meneau superposées.
Louis XIV y a couché en 1651.

#### Hôtel de Ville
Il a été bâti sur les vestiges de l'ancienne église Saint-Léger. Il date du XIXe siècle.

#### Rue Faideau
C'était l'axe principal de la ville. Les maisons sont anciennes. Au bout, vestiges du pont médiéval.

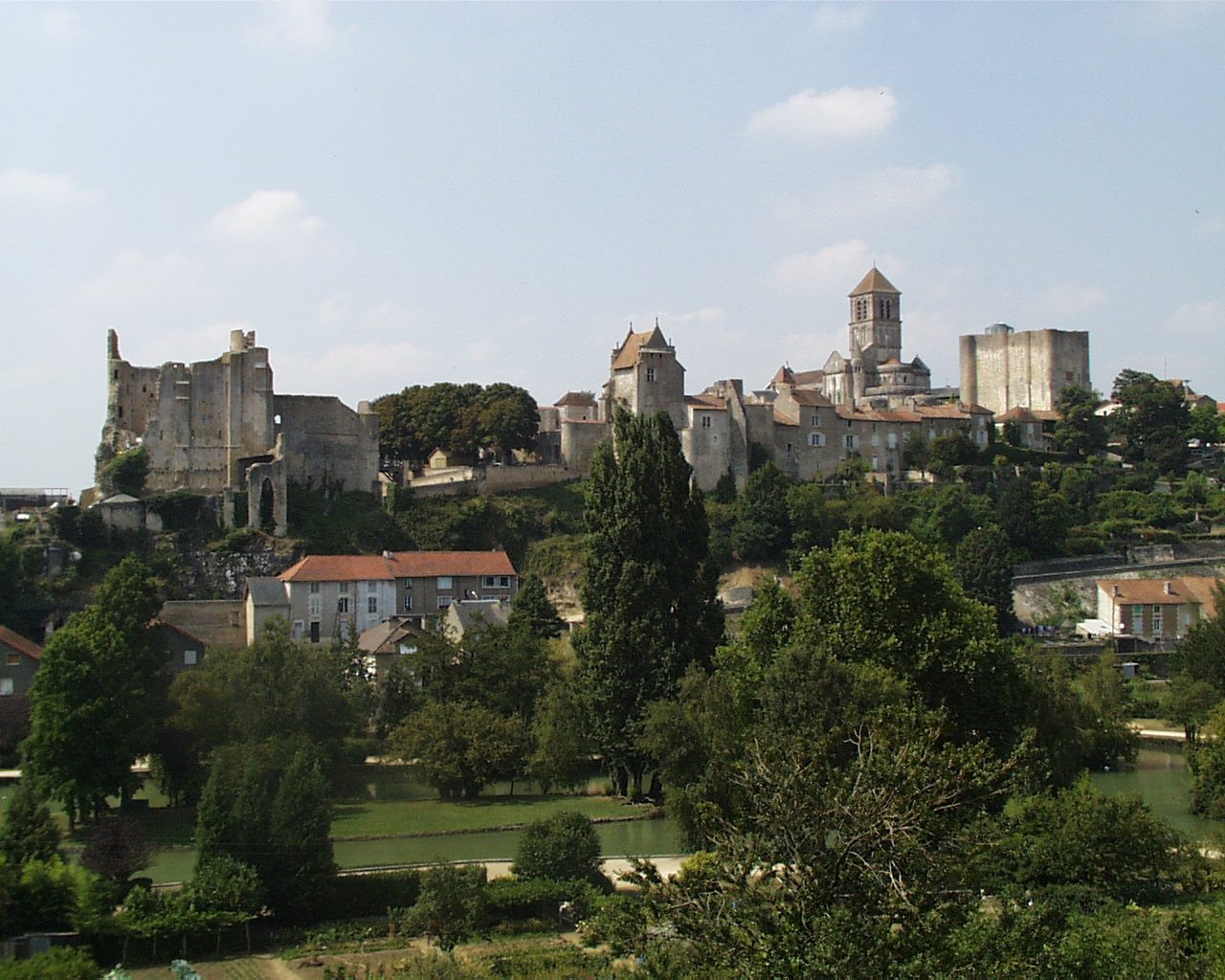
Chauvigny ville haute, vue générale.
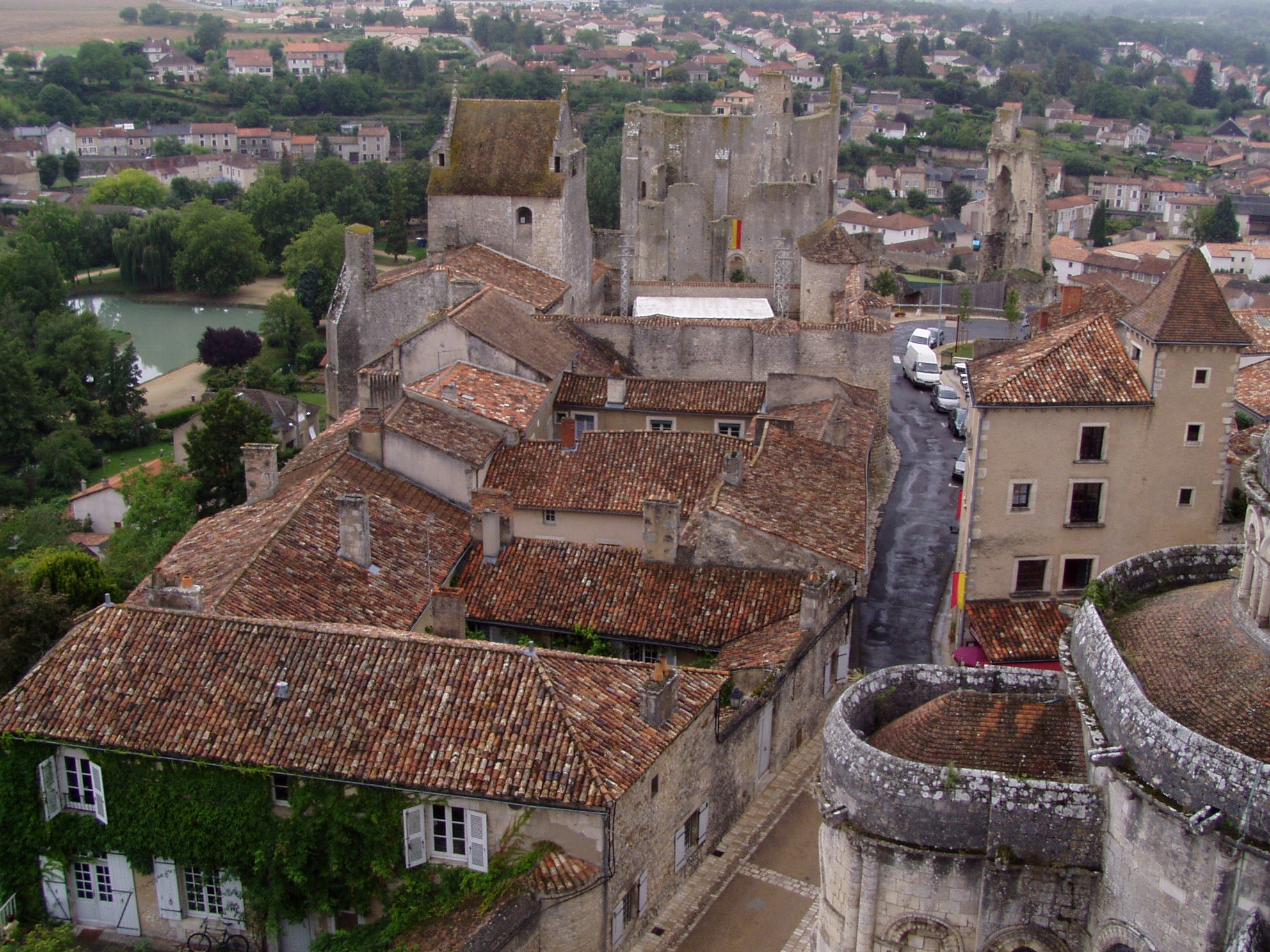
Vue sur les toits et les châteaux depuis le donjon de Gouzon.

#### La grotte de Jioux
Située à Saint-Pierre-lès-Églises, elle est classée comme monument historique par arrêté du 8 janvier 1910, sous la référence PA00105416  de la Base Mérimée.

#### La gentilhommière de la Rivière-aux-Chirets
Elle est inscrite comme monument historique depuis 1986 pour la cour, le puits, les communs, la tour, le porche, l'élévation, la toiture et le bâtiment.

### Le patrimoine naturel
La commune de Chauvigny accueille six zones naturelles d’intérêt écologique, faunistique et floristique. Ces zones couvrent 12 % de la superficie de la commune et sont :
- le plateau de Chalonge ;
- le bois de Mazère ;
- le coteau du Trait ;
- la vallée du Teil ;
- la vallée du Talbat ;
- la forêt domaniale de Mareuil.

#### Le plateau de Chalonge
En périphérie sud de Chauvigny, cette zone est classée d’intérêt écologique faunistique et floristique. Elle concerne un plateau de calcaires jurassiques qui domine d’une quarantaine de mètres la rive droite de la vallée de la Vienne. Sur ces terres de "groies", c'est-à-dire des sols argilo-calcaires profonds et sains, le milieu naturel a été depuis longtemps exploité par l’homme. La zone se présente, aujourd’hui, comme un paysage agricole  qui est formé d'une mosaïque de parcelles de faible surface et dévolues à des cultures variées : vignes extensives parsemées de quelques arbres, cultures céréalières, bosquets, cultures traditionnelles. Malgré le recul des cultures constatées sur la zone au cours des deux dernières décennies, le site a conservé l’essentiel des éléments remarquables, notamment ornithologiques, qui fondaient sa valeur biologique au début des années 1980.
Le plateau abrite une petite population nicheuse de Bruant ortolan. C'est un oiseau en très forte raréfaction dans toute la France et en voie de disparition dans la région de Poitou-Charentes. Ce petit passereau migrateur a un ventre brun orangé surmonté d’un plastron et une tête gris verdâtre souligné de deux moustaches jaunes. Il affectionne les endroits chauds et secs, à végétation rare et clairsemée où il recherche sa nourriture, ponctués de piquets, de murets ou d’arbres isolés qui lui servent de poste de chant. L’espèce est présente en France uniquement dans la moitié sud et tout particulièrement en région méditerranéenne où il occupe avant tout les garrigues dégradées à genévrier, buis et romarin. En région Poitou-Charentes, le Bruant ortolans s'installe, de préférence, dans les zones d’agriculture traditionnelle formées de la juxtaposition de cultures variées et, notamment, de petites parcelles de vignes familiales parsemées d’arbres fruitiers. Le déclin de la viticulture traditionnelle, la mécanisation et les épandages croissants de produits phytosanitaires ont fortement modifié l’habitat de cette espèce tout en réduisant, dans un même temps, drastiquement les proies disponibles. Ces deux phénomènes cumulés ont provoqué un effondrement de sa population. Elle ne dépasse plus guère, de nos jours, la centaine de couples en Poitou et en Charentes (dont plus des trois quarts dans le département de la Vienne).
Dans un tel environnement marqué par l’agriculture, la flore ne présente qu’un intérêt très limité et elle est surtout représentée par les plantes qui aiment les sols remués, riches en azote et autres substances nutritives. Certaines parcelles de céréales d’hiver peuvent toutefois abriter, sur leurs marges, des éléments plus rares comme le Grand Miroir de Vénus, une espèce de la famille des Campanulacées. Il possède de magnifiques corolles d’un bleu profond. Il est en très forte raréfaction partout en France avec l’intensification de l’agriculture.

#### Bois de Mazère
À quelques kilomètres au sud de Chauvigny, le bois de Mazère est une zone d’intérêt écologique, faunistique et floristique. Elle englobe un coteau boisé situé sur le rebord du plateau qui domine la rive droite de la vallée de la Vienne d’une quarantaine de mètres.
Le substratum sédimentaire est recouvert ici de "terre de groie", un sol argilo-calcaire peu profond formé sur les argiles issues de la décalcification des calcaires jurassiques durs sous-jacents. Ces sols et le climat régional caractérisé par un climat océanique tempéré, ont généré un boisement caractérisé par une chênaie mixte dominée par le chêne pubescent, mêlé d’alisiers et d’érables et de quelques pins sylvestres  introduits par l’homme. Les arbustes sont représentés par le troène, la viorne lantane et la garance qui occupent une place prépondérante.
Comme fréquemment dans les chênaies pubescentes, le peuplement arboré est troué de petites clairières qui contribuent à multiplier le linéaire de lisières internes et où se développent des pelouses sèches à l’aspect ras et peu productif mais d’un grand intérêt botanique. Ainsi, la flore  rassemble  un riche cortège de plantes thermophiles, parmi lesquelles un remarquable peuplement d’orchidées. Si certaines d’entre elles, comme les ophrys au curieux labelle imitant divers insectes, sont assez répandues dans la région, d’autres ont une répartition beaucoup plus limitée : c’est le cas de deux espèces du genre Epipactis : l’Epipactis à petites feuilles et l’Epipactis de Müller. Ces deux plantes sont très rares et disséminées dans l’ensemble de la région Poitou-Charentes, où elles bénéficient d’une protection officielle. Les ourlets chauds et secs du bois s’ornent également, au mois de juin, de la présence de plusieurs centaines de pieds de céphalanthères rouges, une magnifique orchidée aux corolles d’une rose profond qui voisine localement avec l’étonnant Limodore, une autre espèce d’orchidée, quasiment dépourvue de chlorophylle et vivant en saprophyte sur les racines de divers végétaux. Toutes ces espèces rares ou spectaculaires poussent ici en compagnie de nombreuses autres plantes thermophiles affectionnant les sols secs et les climats ensoleillés qui, bien que moins rares, contribuent néanmoins à constituer des lisières fleuries d’une grande diversité floristique et d’une grande qualité esthétique : lins, hélianthèmes, épiaires, germandrées, coronilles...

#### Coteau du Trait
Sur la rive gauche de la Vienne, aux portes nord de Chauvigny, le Coteau du Trait est une zone d’intérêt écologique, faunistique et floristique. C’est un coteau boisé étroit mais long de plus de deux kilomètres, dont les pentes abruptes sont exposées au nord-est. Elles dominent d’une quarantaine de mètres les berges de la rivière. Le substrat de calcaires jurassiques y a permis le développement de sols argilo-calcaires plus ou mois profonds et plus ou moins riches en cailloux.
Cette variété de sols est à l'origine de la forte diversité du peuplement forestier. Une chênaie thermophile à chêne pubescent s'est développée en haut de coteau et en lisière. Elle cède, ensuite, à mi-pente, la place à une forêt fraîche de ravin qui a poussé sur un sol très pentu et riche en cailloux calcaires. Cette forêt est composée de Tilleul à grandes feuilles et érables. Dans la zone d’influence de la Vienne, elle est remplacée par une forêt à Aulne glutineux.
Le Coteau du Trait est connu des botanistes depuis la fin du XIXe siècle. Il abrite encore la majorité des espèces végétales qui ont fait sa renommée, auxquelles sont venues se rajouter des découvertes effectuées plus récemment : dix plantes sont rares et sont protégées.
Chaque zone forestière du Coteau du Trait abrite ses propres plantes rares. Ainsi, sur les lisières de la chênaie pubescente, on trouve des pelouses linéaires (les ourlets). Elles ont particulièrement soumises à un ensoleillement intense et à une forte sécheresse estivale. Elles constituent, ainsi, le biotope d’une riche flore thermophile qui accueille deux orchidées très rares : l’Epipactis de Müller et, surtout, l’Epipactis rouge sombre. Cette orchidée est une espèce continentale très rare dans les plaines atlantiques. Le coteau du Trait est, d'ailleurs, actuellement l’unique station connue dans la région Poitou-Charentes. Plus bas sur la pente, dans une ambiance micro climatique fraîche et humide, on peut observer, au début du printemps, les fleurs bleues de la Scille à deux feuilles. C'est une Liliacée bulbeuse qui trouve sur les rives de la Vienne, la limite occidentale de son implantation en France. C’est à ce niveau également que pousse le Tilleul à grandes feuilles. C'est une essence typique des forêts d’éboulis de la moitié est de la France qui devient très localisée dans les plaines atlantiques. Quant à l’aulnaie des rives de la Vienne, elle se singularise par la nette tonalité montagnarde de sa flore qui comprend des plantes telles que la Julienne des dames ou la Balsamine des bois, deux espèces entraînées le long du cours de la rivière depuis les basses montagnes du Massif central qui constituent leur terre d’origine.
Un bon observateur pourra donc découvrir :
- Balsamine des bois.
- Egopode podagraire.
- Epipactis de Müller. Cette plante fait l'objet d'une protection nationale.
- Epipactis rouge sombre. Cette plante fait l'objet d'une protection nationale.
- Inule des montagnes.
- Julienne des dames.
- Laîche digitée.
- Phalangère rameuse.
- Scille à 2 feuilles.
- Véronique des montagnes.

#### Vallée du Teil
À quelques kilomètres au nord de Chauvigny, la vallée du Teil est une zone classée d’intérêt écologique, faunistique et floristique. Elle est à cheval sur les communes Chauvigny et de Bonnes. La vallée du Teil correspond à un de ces nombreux vallons boisés qui débouchent dans la vallée de la Vienne toute proche. Il s’agit d’un thalweg d’orientation ouest/est. Il est assez fortement encaissé  avec près de 50 mètres de dénivellation, entre des pentes abruptes, au fond duquel s’écoule un ruisseau qui peut être à sec périodiquement.
Le substratum de calcaires jurassiques est ici recouvert de "groies" plus ou moins profondes selon la pente. C'est un sol argilo-calcaire assez caillouteux dont l’épaisseur n’excède pas 40 cm. Sur ce type de sol et dans un contexte climatique régional défini par des étés plutôt chauds et secs et des hivers peu rigoureux mais pluvieux, le boisement  est dominée par le Charme et le Chêne pédonculé. Ce boisement surmonte une strate herbacée d’une grande diversité et à la floraison printanière particulièrement spectaculaire.
La vallée du Teil accueille plusieurs espèces végétales rares qui sont les reliques probables d’un paléoclimat aujourd’hui disparu et qui ont trouvé dans l’ambiance micro climatique fraîche de ce vallon forestier, les conditions nécessaires à leur survie. Le Lis martagon est la plus prestigieuse d’entre elles. C'est une Liliacée. Sa tige est haute jusqu’à 1,5 mètre. Elle s’orne d’une grappe de grandes fleurs rose violacé ponctuées de pourpre et qui penchent vers le sol. Elle possède en effet un tempérament montagnard qui lui fait éviter presque totalement les plaines atlantiques où elle ne peut subsister que dans des stations au microclimat particulier. La petite colonie
de la vallée du Teil se trouve être ainsi l’une de ses implantations les plus nord occidentales de France. En effet, la vallée de la Vienne constitue une limite naturelle au-delà de laquelle le lis ne peut pas survivre. La Scille à deux feuilles est une autre plante précieuse de la vallée du Teil. C'est, également, une Liliacée bulbeuse mais de taille beaucoup plus modeste  car n'est haute que de 10 à 25 cm. Elle possède de petites fleurs bleues disposées en grappe lâche. Comme pour le lis, il s’agit d’une espèce se trouvant aux confins géographiques de son aire naturelle qui est centrée sur la moitié est de la France. Elle trouve dans la vallée du Teil, la limite occidentale de son implantation. La Laîche digitée est une espèce qui est liée dans notre région, aux forêts de ravins et aux bases de falaises calcaires ombragées. C'est une autre de ces plantes précieuses du site, puisque, à ce jour, trois stations seulement ont été répertoriées dans tout le département.

#### Vallée du Talbat
En périphérie immédiate de Chauvigny, la vallée du Talbat est une zone classée d’intérêt écologique, faunistique et floristique. Elle englobe une série de vallées sèches qui décrivent des méandres encaissés sur une longueur de plus de 5 kilomètres. La vallée  débouche à proximité des faubourgs est de la ville de Chauvigny. Il s’agit d’une succession de coteaux boisés aux pentes localement raides, d’expositions très variables, taillés dans les strates calcaires du Jurassique. En haut de versants, dans les
secteurs les plus exposés au dessèchement du sol et soumis à un fort ensoleillement, des pelouses sèches viennent interrompre la couverture boisée.
Les espaces forestiers sont variés et dépendent étroitement des conditions climatiques, qui sont elles-mêmes tributaires du relief. Dans les secteurs de «groies» les plus superficielles, à faible réserve en eau et riches en cailloux, la forêt à chêne pubescent domine. Cette forêt est accompagnée d’une flore thermophile, alors qu’en milieu et en bas de pente, ou sur les versants à exposition moins favorable, est ou nord, notamment, la chênaie pubescente est remplacée par une chênaie-charmaie.
La vallée du Talbat abrite huit espèces végétales rares, certaines étant connues du site depuis la fin du XIXe siècle. Comme au coteau du Trait ou dans la vallée de Teil situés à quelques kilomètres à vol d’oiseau, la chênaie-charmaie du Talbat abrite deux plantes trouvant ici leur limite nord-ouest  de répartition en France. C’est le cas pour le Lis martagon, grande Liliacée montagnarde, qui possède ici une des quinze stations aujourd’hui connues de l’espèce dans le département de la Vienne. À part une station isolée dans le département de la Charente, l’espèce est inconnue ailleurs dans la région Poitou-Charentes. La vallée du Talbat abrite aussi la Scille à deux feuilles, de tempérament plutôt continental que montagnard, qui trouve dans quelques vallons boisés des environs de Chauvigny ses dernières implantations vers le nord-ouest en France.
En contraste total avec ces plantes aimant un climat tempéré froid, la vallée de Talbat possède également plusieurs espèces thermophiles remarquables qui sont localisées dans les quelques pelouses sèches présentes ou sur les lisières exposées de la chênaie pubescente : c’est le cas du Géranium sanguin, aux magnifiques corolles d’un rose pourpre, ou de la Phalangère rameuse aux délicates fleurs d’un blanc de lait.
Les oiseaux forestiers qu’on trouve habituellement dans les bois fréquentent la vallée du Talbat ainsi que des oiseaux plus rares comme le Pouillot de Bonelli ou l’Hypolaïs polyglotte.

#### Forêt domaniale de Mareuil
À quelques kilomètres au nord-est de Chauvigny, la forêt de Mareuil est une zone classée d’intérêt écologique, faunistique et floristique (ZNIEFF). C’est un massif boisé domanial de plus de 600 hectares qui s’étend sur 4 communes : Chauvigny, Lauthiers, Fleix, Paizay-le-Sec. La forêt recouvre un plateau limoneux à topographie très uniforme. En effet, l’altitude moyenne est de l’ordre de 130 mètres et la forêt est dépourvue de tout accident de relief significatif. Le substrat est constitué par des limons profonds sur argile tertiaire remaniée qui ont donné naissance à des sols limoneux ou limono-sableux, acides et hydromorphes. Le peuplement forestier est une chênaie mêlée de quelques hêtres, traitée en futaie et en cours d’artificialisation par l’introduction par l’homme à des fins d’exploitation, de résineux et de chênes américains. Un important réseau de mares et de fossés vient diversifier cet ensemble.
La forêt de Mareuil abrite 9 espèces d’amphibiens, parmi lesquelles 5 sont protégées en France : le Crapaud calamite, la Rainette verte, le Triton crêté, le Triton marbré et le Triton alpestre. C’est l’unique station dans le nord de la Nouvelle-Aquitaine de cette dernière espèce. Le Triton alpestre est un amphibien du nord et du centre de l’Europe, qui ne franchit pas, normalement, la vallée de la Loire vers le sud-ouest en France. Le Triton alpestre, dont le mâle est reconnaissable à son ventre orange vif non taché, fréquente toutes sortes de points d’eaux dormantes comme les mares, les étangs, les lacs, les ornières forestières ou les  fossés, où son régime alimentaire, très éclectique, s’adapte largement aux proies disponibles (diverses larves et invertébrés aquatiques). En phase terrestre, le Triton alpestre se cache durant la journée sous des pierres, des tas de bois ou dans des souches pourries.
La forêt de Mareuil abrite une avifaune remarquable puisqu’elle comprend une riche collection d’oiseaux sylvicoles, notamment avec la présence simultanée des quatre espèces régionales de pouillots, dont le Pouillot siffleur et le Pouillot fitis ; des deux roitelets, dont le Roitelet huppé, peu fréquent en tant que nicheur dans les forêts régionales. Mais c’est surtout chez les picidés et les rapaces que se trouvent les éléments les plus originaux : parmi les premiers, on note la présence du Pic mar et du Pic noir, deux espèces inféodées aux vieilles futaies, alors que les seconds comptent l’Autour des palombes, un hôte farouche des grands massifs forestiers et le Busard Saint-Martin.
Il est possible de voir d’autres oiseaux tels que : Alouette lulu, Bouvreuil pivoine, Engoulevent d’Europe, Mésange huppée, Pigeon colombin, Rougequeue à font blanc.
La forêt de Mareuil accueille aussi une colonie de martres qui sont des animaux protégés dorénavant en France.

### Gastronomie
La soupe à l'oseille et la soupe au giraumon sont deux entrées typiques de la région de Chauvigny. Le chevreau à l'ail vert ou le boudin noir du Poitou sont deux plats réputés. Les desserts les plus connus sont la dame blanche du Poitou, coupe glacée à la vanille, le briffaut, sorte de crêpe rustique, le broyé du Poitou (galette au beurre) et le cassemuseau, biscuit croquant au fromage blanc.
Le fromage de chèvre est représenté par le Pouligny-Saint-Pierre. Il se présente sous la forme d'une petite pyramide tronquée. Bien qu’originaire du Berry, il étend son aire de production sur quelques pâturages du Poitou, autour de Chauvigny.

### Personnalités liées à la commune
- Raymond Bozier (1950-), né à Chauvigny, écrivain français ;
- Waldeck L'Huillier (1905-1986), né à Chauvigny, ancien député et sénateur communiste, ancien maire de Gennevilliers ;
- Claude Hélène (1938-2003), né à Chauvigny, biologiste, chercheur, directeur du Centre de biophysique nucléaire au CNRS d'Orléans ;
- Roman Opalca (1931-2011), peintre franco-polonais enterré à Chauvigny ;
- Saint Pierre II (1050-1115), évêque de Poitiers, exilé et mort à Chauvigny ;
- Jean Toulat (1915-1994), prêtre catholique, écrivain et essayiste français, né à Chauvigny ;
- Pierre Toulat (1922-2018), prêtre, auteur et responsable d'institutions catholiques, né à Chauvigny, frère du précédent ;
- Charles Tranchant (1826-1913), homme d'affaires et homme politique français, mort et inhumé à Chauvigny ;
- Suzanne Tranchant (1861-1942), photographe et sculptrice française, morte  et inhumée à Chauvigny ;
- Luc Turlan (1958-), auteur de livres jeunesse et de bandes dessinées, réside à Chauvigny.

### Héraldique
| Blason | Blasonnement : D'argent à la fasce fuselée de cinq pièces de gueules, surmontée d'un lambel de six pendants de sable. |

### Filmographie
- Les Flonflons de Chauvigny, film documentaire de Patrick Le Gall